# Playoffs NBA 2025
Los Playoffs de la NBA de 2025 fueron el ciclo de cierre o eliminatorias de la temporada 2024-25 de la NBA. Los playoffs dieron comienzo el sábado 19 de abril y finalizaron el domingo 22 de junio de 2025 con las Finales de la NBA.

## Formato
El formato de estos playoffs fue el mismo utilizado desde hace cuatro años.
Los 30 equipos en el torneo norteamericano se distribuyen dividiéndose en 2 conferencias de 15 equipos cada una. Cada Conferencia está constituida por 3 Divisiones diferentes y, en cada una de ellas, estaban incluidos 5 equipos. La Conferencia Oeste incluye la División Pacífico, División Noroeste y la División Suroeste; la Conferencia Este está compuesta por la División Atlántico, División Central y División Sureste.
Una vez terminada la temporada regular, la clasificación para los playoffs se produjo de la siguiente manera: Clasificaron los 6 mejores equipos de cada conferencia. Se ordenaron en orden descendente según la cantidad de victorias. Los clasificados del puesto 7.º al 10.º de cada conferencia, disputaron la eliminatoria 'Play-In' que otorgará las plazas 7ª y 8ª de cada conferencia.
Una vez que se establecieron los puestos definitivos para los playoffs, se realizaron unas eliminatorias denominadas: 1.ª ronda, Semifinales y Final de Conferencia y las franquicias que ganaran sus eliminatorias se fueron clasificando de la siguiente forma:
|  | 1.ª ronda      | 1.ª ronda |  |  | Semifinales de Conferencia | Semifinales de Conferencia |  |  | Final de Conferencia | Final de Conferencia |
|  | 2-2-1-1-1      | 2-2-1-1-1 |  |  | 2-2-1-1-1                  | 2-2-1-1-1                  |  |  | 2-2-1-1-1            | 2-2-1-1-1            |
|  |                |           |  |  |                            |                            |  |  |                      |                      |
|  |                |           |  |  |                            |                            |  |  |                      |                      |
|  |                |           |  |  |                            |                            |  |  |                      |                      |
|  | 1º Clasificado |           |  |  |                            |                            |  |  |                      |                      |
|  |                |           |  |  |                            |                            |  |  |                      |                      |
|  | 8º Clasificado |           |  |  |                            |                            |  |  |                      |                      |
|  |                |           |  |  |                            |                            |  |  |                      |                      |
|  |                |           |  |  |                            |                            |  |  |                      |                      |
|  |                |           |  |  |                            |                            |  |  |                      |                      |
|  | 4º Clasificado |           |  |  |                            |                            |  |  |                      |                      |
|  |                |           |  |  |                            |                            |  |  |                      |                      |
|  | 5º Clasificado |           |  |  |                            |                            |  |  |                      |                      |
|  |                |           |  |  |                            |                            |  |  |                      |                      |
|  |                |           |  |  |                            |                            |  |  |                      |                      |
|  |                |           |  |  |                            |                            |  |  |                      |                      |
|  | 2º Clasificado |           |  |  |                            |                            |  |  |                      |                      |
|  |                |           |  |  |                            |                            |  |  |                      |                      |
|  | 7º Clasificado |           |  |  |                            |                            |  |  |                      |                      |
|  |                |           |  |  |                            |                            |  |  |                      |                      |
|  |                |           |  |  |                            |                            |  |  |                      |                      |
|  |                |           |  |  |                            |                            |  |  |                      |                      |
|  | 3º Clasificado |           |  |  |                            |                            |  |  |                      |                      |
|  |                |           |  |  |                            |                            |  |  |                      |                      |
|  | 6º Clasificado |           |  |  |                            |                            |  |  |                      |                      |
|  |                |           |  |  |                            |                            |  |  |                      |                      |

Las eliminatorias o series se jugaron en un formato al mejor de 7 partidos, en el que un equipo tiene que ganar 4 partidos para clasificarse para la siguiente ronda. El equipo que posea la ventaja de campo en cada eliminatoria disputará los partidos 1, 2, 5 y 7 como local, mientras que el resto de partidos se jugará en el pabellón del equipo contrario (Formato: 2-2-1-1-1). Se establece como equipo con ventaja de campo al que haya tenido mejor balance en liga entre los dos contendientes de una eliminatoria. En el momento en que un equipo gana 4 partidos, se clasifica para la siguiente ronda de eliminatoria, sin jugar obligatoriamente los 7 partidos programados.

## Clasificación[1]
El primer equipo en clasificarse para los playoffs fueron los Cleveland Cavaliers, el 5 de marzo de 2025. El 12 de marzo, se clasificó el primer equipo en la Conferencia Oeste, siendo el Oklahoma City Thunder. Dos días después, el 14 de marzo, los Boston Celtics consiguieron clasificar a la postemporada. Posteriormente, el 27 de marzo se confirmó la presencia de los New York Knicks en la fase final. Cinco días más tarde, el 1 de abril, los Indiana Pacers clasificaron a estos playoffs. Al día siguiente, el 2 de abril, los Houston Rockets consiguieron su pase a la postemporada tras cinco años sin presencias en la fase final. Después, el 4 de abril se confirmó que los Detroit Pistons habían asegurado su cupo en la fase decisiva, cosa que no sucedía desde la edición del 2019. Y un día después, el 5 de abril, los Milwaukee Bucks aseguraron el sexto y último cupo directo a playoffs en la Conferencia Este. Cuatro días después, el 9 de abril, se confirmó la clasificación directa de Los Angeles Lakers a los playoffs en el Oeste, evitando la zona de play-in desde 2020. Seguidamente, en el último día de la temporada regular, 13 de abril, se confirmaron los últimos tres cupos directos en la Conferencia Oeste, siendo para Denver Nuggets, Los Angeles Clippers y Minnesota Timberwolves. Dos días después, el 15 de abril por medio de la eliminatoria play-in, se conocieron a los séptimos sembrados de cada conferencia, siendo el Orlando Magic en el Este, y los Golden State Warriors en el Oeste. Y finalmente, el 18 de abril, también por medio del play-in se decidieron los dos últimos clasificados a playoffs, siendo el Miami Heat en el Este y los Memphis Grizzlies en el Oeste. La franquicia de Miami se convirtió en la primera en clasificar a playoffs tras finalizar la temporada regular en décima posición de su conferencia.
|  | Los puestos séptimo y octavo de cada conferencia se determinarán mediante la eliminatoria 'Play-In'. |

### Conferencia Este
| Puesto | Equipo              | Récord | Logros                      | Logros             | Logros                         | Logros                 |
| Puesto | Equipo              | Récord | Clasificación para Playoffs | Título de División | Mejor récord de la Conferencia | Mejor récord de la NBA |
| ------ | ------------------- | ------ | --------------------------- | ------------------ | ------------------------------ | ---------------------- |
| 1      | Cleveland Cavaliers | 64–18  | 5 de marzo                  | 11 de marzo        | 8 de abril                     | —                      |
| 2      | Boston Celtics      | 61–21  | 14 de marzo                 | 29 de marzo        | —                              | —                      |
| 3      | New York Knicks     | 51–31  | 27 de marzo                 | —                  | —                              | —                      |
| 4      | Indiana Pacers      | 50–32  | 1 de abril                  | —                  | —                              | —                      |
| 5      | Milwaukee Bucks     | 48–34  | 5 de abril                  | —                  | —                              | —                      |
| 6      | Detroit Pistons     | 44–38  | 4 de abril                  | —                  | —                              | —                      |
| 7      | Orlando Magic       | 41–41  | 15 de abril                 | 9 de abril         | —                              | —                      |
| 8      | Miami Heat          | 37–45  | 18 de abril                 | —                  | —                              | —                      |

### Conferencia Oeste
| Puesto | Equipo                 | Récord | Logros                      | Logros             | Logros                         | Logros                 |
| Puesto | Equipo                 | Récord | Clasificación para Playoffs | Título de División | Mejor récord de la Conferencia | Mejor récord de la NBA |
| ------ | ---------------------- | ------ | --------------------------- | ------------------ | ------------------------------ | ---------------------- |
| 1      | Oklahoma City Thunder  | 68–14  | 12 de marzo                 | 19 de marzo        | 20 de marzo                    | 9 de abril             |
| 2      | Houston Rockets        | 52–30  | 2 de abril                  | 2 de abril         | —                              | —                      |
| 3      | Los Angeles Lakers     | 50–32  | 9 de abril                  | 11 de abril        | —                              | —                      |
| 4      | Denver Nuggets         | 50–32  | 13 de abril                 | —                  | —                              | —                      |
| 5      | Los Angeles Clippers   | 50–32  | 13 de abril                 | —                  | —                              | —                      |
| 6      | Minnesota Timberwolves | 49–33  | 13 de abril                 | —                  | —                              | —                      |
| 7      | Golden State Warriors  | 48–34  | 15 de abril                 | —                  | —                              | —                      |
| 8      | Memphis Grizzlies      | 48–34  | 18 de abril                 | —                  | —                              | —                      |

Notas

## Cuadro de enfrentamientos
|  | Primera ronda     | Primera ronda          | Primera ronda          |   |                       | Semifinales de Conferencia | Semifinales de Conferencia | Semifinales de Conferencia |  |    | Finales de Conferencia | Finales de Conferencia | Finales de Conferencia |  |    | Finales de la NBA | Finales de la NBA | Finales de la NBA |
|  |                   |                        |                        |   |                       |                            |                            |                            |  |    |                        |                        |                        |  |    |                   |                   |                   |
|  | E1                | Cleveland Cavaliers    | 4                      |   |                       |                            |                            |                            |  |    |                        |                        |                        |  |    |                   |                   |                   |
|  | E8                | Miami Heat             | 0                      |   |                       |                            |                            |                            |  |    |                        |                        |                        |  |    |                   |                   |                   |
|  | E8                | Miami Heat             | 0                      |   | E1                    | Cleveland Cavaliers        | 1                          |                            |  |    |                        |                        |                        |  |    |                   |                   |                   |
|  |                   |                        |                        |   | E1                    | Cleveland Cavaliers        | 1                          |                            |  |    |                        |                        |                        |  |    |                   |                   |                   |
|  |                   | E4                     | Indiana Pacers         | 4 |                       |                            |                            |                            |  |    |                        |                        |                        |  |    |                   |                   |                   |
|  | E4                | E4                     | Indiana Pacers         | 4 | Indiana Pacers        | 4                          |                            |                            |  |    |                        |                        |                        |  |    |                   |                   |                   |
|  | E4                |                        |                        |   | Indiana Pacers        | 4                          |                            |                            |  |    |                        |                        |                        |  |    |                   |                   |                   |
|  | E5                | Milwaukee Bucks        | 1                      |   |                       |                            |                            |                            |  |    |                        |                        |                        |  |    |                   |                   |                   |
|  | E5                | Milwaukee Bucks        | 1                      |   |                       |                            |                            |                            |  | E4 | Indiana Pacers         | 4                      |                        |  |    |                   |                   |                   |
|  | Conferencia Este  |                        |                        |   |                       |                            |                            |                            |  | E4 | Indiana Pacers         | 4                      |                        |  |    |                   |                   |                   |
|  |                   | E3                     | New York Knicks        | 2 |                       |                            |                            |                            |  |    |                        |                        |                        |  |    |                   |                   |                   |
|  | E3                | E3                     | New York Knicks        | 2 | New York Knicks       | 4                          |                            |                            |  |    |                        |                        |                        |  |    |                   |                   |                   |
|  | E3                |                        |                        |   | New York Knicks       | 4                          |                            |                            |  |    |                        |                        |                        |  |    |                   |                   |                   |
|  | E6                | Detroit Pistons        | 2                      |   |                       |                            |                            |                            |  |    |                        |                        |                        |  |    |                   |                   |                   |
|  | E6                | Detroit Pistons        | 2                      |   | E3                    | New York Knicks            | 4                          |                            |  |    |                        |                        |                        |  |    |                   |                   |                   |
|  |                   |                        |                        |   | E3                    | New York Knicks            | 4                          |                            |  |    |                        |                        |                        |  |    |                   |                   |                   |
|  |                   | E2                     | Boston Celtics         | 2 |                       |                            |                            |                            |  |    |                        |                        |                        |  |    |                   |                   |                   |
|  | E2                | E2                     | Boston Celtics         | 2 | Boston Celtics        | 4                          |                            |                            |  |    |                        |                        |                        |  |    |                   |                   |                   |
|  | E2                |                        |                        |   | Boston Celtics        | 4                          |                            |                            |  |    |                        |                        |                        |  |    |                   |                   |                   |
|  | E7                | Orlando Magic          | 1                      |   |                       |                            |                            |                            |  |    |                        |                        |                        |  |    |                   |                   |                   |
|  | E7                | Orlando Magic          | 1                      |   |                       |                            |                            |                            |  |    |                        |                        |                        |  | E4 | Indiana Pacers    | 3                 |                   |
|  |                   |                        |                        |   |                       |                            |                            |                            |  |    |                        |                        |                        |  | E4 | Indiana Pacers    | 3                 |                   |
|  |                   | O1                     | Oklahoma City Thunder  | 4 |                       |                            |                            |                            |  |    |                        |                        |                        |  |    |                   |                   |                   |
|  | O1                | O1                     | Oklahoma City Thunder  | 4 | Oklahoma City Thunder | 4                          |                            |                            |  |    |                        |                        |                        |  |    |                   |                   |                   |
|  | O1                |                        |                        |   | Oklahoma City Thunder | 4                          |                            |                            |  |    |                        |                        |                        |  |    |                   |                   |                   |
|  | O8                | Memphis Grizzlies      | 0                      |   |                       |                            |                            |                            |  |    |                        |                        |                        |  |    |                   |                   |                   |
|  | O8                | Memphis Grizzlies      | 0                      |   | O1                    | Oklahoma City Thunder      | 4                          |                            |  |    |                        |                        |                        |  |    |                   |                   |                   |
|  |                   |                        |                        |   | O1                    | Oklahoma City Thunder      | 4                          |                            |  |    |                        |                        |                        |  |    |                   |                   |                   |
|  |                   | O4                     | Denver Nuggets         | 3 |                       |                            |                            |                            |  |    |                        |                        |                        |  |    |                   |                   |                   |
|  | O4                | O4                     | Denver Nuggets         | 3 | Denver Nuggets        | 4                          |                            |                            |  |    |                        |                        |                        |  |    |                   |                   |                   |
|  | O4                |                        |                        |   | Denver Nuggets        | 4                          |                            |                            |  |    |                        |                        |                        |  |    |                   |                   |                   |
|  | O5                | Los Angeles Clippers   | 3                      |   |                       |                            |                            |                            |  |    |                        |                        |                        |  |    |                   |                   |                   |
|  | O5                | Los Angeles Clippers   | 3                      |   |                       |                            |                            |                            |  | O1 | Oklahoma City Thunder  | 4                      |                        |  |    |                   |                   |                   |
|  | Conferencia Oeste |                        |                        |   |                       |                            |                            |                            |  | O1 | Oklahoma City Thunder  | 4                      |                        |  |    |                   |                   |                   |
|  |                   | O6                     | Minnesota Timberwolves | 1 |                       |                            |                            |                            |  |    |                        |                        |                        |  |    |                   |                   |                   |
|  | O3                | O6                     | Minnesota Timberwolves | 1 | Los Angeles Lakers    | 1                          |                            |                            |  |    |                        |                        |                        |  |    |                   |                   |                   |
|  | O3                |                        |                        |   | Los Angeles Lakers    | 1                          |                            |                            |  |    |                        |                        |                        |  |    |                   |                   |                   |
|  | O6                | Minnesota Timberwolves | 4                      |   |                       |                            |                            |                            |  |    |                        |                        |                        |  |    |                   |                   |                   |
|  | O6                | Minnesota Timberwolves | 4                      |   | O6                    | Minnesota Timberwolves     | 4                          |                            |  |    |                        |                        |                        |  |    |                   |                   |                   |
|  |                   |                        |                        |   | O6                    | Minnesota Timberwolves     | 4                          |                            |  |    |                        |                        |                        |  |    |                   |                   |                   |
|  |                   | O7                     | Golden State Warriors  | 1 |                       |                            |                            |                            |  |    |                        |                        |                        |  |    |                   |                   |                   |
|  | O2                | O7                     | Golden State Warriors  | 1 | Houston Rockets       | 3                          |                            |                            |  |    |                        |                        |                        |  |    |                   |                   |                   |
|  | O2                |                        |                        |   | Houston Rockets       | 3                          |                            |                            |  |    |                        |                        |                        |  |    |                   |                   |                   |
|  | O7                | Golden State Warriors  | 4                      |   |                       |                            |                            |                            |  |    |                        |                        |                        |  |    |                   |                   |                   |

Negrita - Ganador de las series
cursiva - Equipo con ventaja de campo

## Conferencia Este

### Primera ronda

#### (1) Cleveland Cavaliers vs. (8) Miami Heat
| 20 de abril                    | Miami Heat                                                        | 100–121                               | Cleveland Cavaliers                                                      | Cleveland |  |  |
| 7:00 p. m.                     | Parciales: 24–31, 30–31, 25–25, 21–34                             | Parciales: 24–31, 30–31, 25–25, 21–34 | Parciales: 24–31, 30–31, 25–25, 21–34                                    | |  |  |
|                                | Estadísticas Bam Adebayo (24) Bam Adebayo (9) Davion Mitchell (9) | Reporte Pts Reb Asts                  | Estadísticas (30) Donovan Mitchell (11) Jarrett Allen (5) Darius Garland | Pabellón: Rocket Arena Asistencia: 19.432 espectadores Árbitros: Sean Corbin Courtney Kirkland David Guthrie Eric Dalen |  |  |
| Cleveland lidera la serie, 1–0 |                                                                   |                                       |                                                                          | |  |  |
|                                |                                                                   |                                       |                                                                          | |  |  |

| 23 de abril                    | Miami Heat                                                     | 112–121                               | Cleveland Cavaliers                                                     | Cleveland |  |  |
| 7:30 p. m.                     | Parciales: 24–25, 27–43, 29–25, 32–28                          | Parciales: 24–25, 27–43, 29–25, 32–28 | Parciales: 24–25, 27–43, 29–25, 32–28                                   | |  |  |
|                                | Estadísticas Tyler Herro (33) Bam Adebayo (14) Bam Adebayo (9) | Reporte Pts Reb Asts                  | Estadísticas (30) Donovan Mitchell (8) Jarrett Allen (9) Darius Garland | Pabellón: Rocket Arena Asistencia: 19.432 espectadores Árbitros: Tony Brothers Pat Fraher Karl Lane Jacyn Goble |  |  |
| Cleveland lidera la serie, 2–0 |                                                                |                                       |                                                                         | |  |  |
|                                |                                                                |                                       |                                                                         | |  |  |

| 26 de abril                    | Cleveland Cavaliers                                                   | 124–87                                | Miami Heat                                                        | Miami |  |  |
| 1:00 p. m.                     | Parciales: 33–20, 29–22, 26–22, 36–23                                 | Parciales: 33–20, 29–22, 26–22, 36–23 | Parciales: 33–20, 29–22, 26–22, 36–23                             | |  |  |
|                                | Estadísticas Jarrett Allen (22) J. Allen, M. Strus (9) Ty Jerome (11) | Reporte Pts Reb Asts                  | Estadísticas (22) Bam Adebayo (9) Bam Adebayo (5) Davion Mitchell | Pabellón: Kaseya Center Asistencia: 19.600 espectadores Árbitros: Rodney Mott Bill Kennedy John Goble John Butler |  |  |
| Cleveland lidera la serie, 3–0 |                                                                       |                                       |                                                                   | |  |  |
|                                |                                                                       |                                       |                                                                   | |  |  |

| 28 de abril                  | Cleveland Cavaliers                                                               | 138–83                                | Miami Heat                                                          | Miami |  |  |
| 7:30 p. m.                   | Parciales: 43–17, 29–16, 39–30, 27–20                                             | Parciales: 43–17, 29–16, 39–30, 27–20 | Parciales: 43–17, 29–16, 39–30, 27–20                               | |  |  |
|                              | Estadísticas Donovan Mitchell (22) Jarrett Allen (12) T. Jerome, Do. Mitchell (5) | Reporte Pts Reb Asts                  | Estadísticas (24) Nikola Jović (12) Bam Adebayo (5) Davion Mitchell | Pabellón: Kaseya Center Asistencia: 19.600 espectadores Árbitros: J.B. DeRosa Kevin Scott James Williams |  |  |
| Cleveland gana la serie, 4–0 |                                                                                   |                                       |                                                                     | |  |  |
|                              |                                                                                   |                                       |                                                                     | |  |  |

| 8 de diciembre de 2024 | Cleveland Cavaliers | 113–122 | Miami Heat |                                         |  |
|                        |                     |         |            |                                         |  |
|                        |                     | Reporte |            | Pabellón: Kaseya Center, Miami, Florida |  |

| 29 de enero de 2025 | Cleveland Cavaliers | 126–106 | Miami Heat |                                         |  |
|                     |                     |         |            |                                         |  |
|                     |                     | Reporte |            | Pabellón: Kaseya Center, Miami, Florida |  |

| 5 de marzo de 2025 | Miami Heat | 107–112 | Cleveland Cavaliers |                                         |  |
|                    |            |         |                     |                                         |  |
|                    |            | Reporte |                     | Pabellón: Rocket Arena, Cleveland, Ohio |  |

Este es el primer encuentro de ambos equipos en playoffs.

#### (2) Boston Celtics vs. (7) Orlando Magic
| 20 de abril                 | Orlando Magic                                                             | 86–103                                | Boston Celtics                                                     | Boston                                                                                              |  |  |
| 3:30 p. m.                  | Parciales: 18–26, 31–22, 18–30, 19–25                                     | Parciales: 18–26, 31–22, 18–30, 19–25 | Parciales: 18–26, 31–22, 18–30, 19–25                              | |  |  |
|                             | Estadísticas Paolo Banchero (36) Wendell Carter Jr. (13) Franz Wagner (5) | Reporte Pts Reb Asts                  | Estadísticas (30) Derrick White (14) Jayson Tatum (5) Jrue Holiday | Pabellón: TD Garden Asistencia: 19.156 espectadores Árbitros: Zach Zarba Mitchell Ervin Jacyn Goble |  |  |
| Boston lidera la serie, 1–0 |                                                                           |                                       |                                                                    | |  |  |
|                             |                                                                           |                                       |                                                                    | |  |  |

| 23 de abril                 | Orlando Magic                                                          | 100–109                               | Boston Celtics                                                      | Boston                                                                                               |  |  |
| 7:00 p. m.                  | Parciales: 21–23, 26–27, 24–31, 29–28                                  | Parciales: 21–23, 26–27, 24–31, 29–28 | Parciales: 21–23, 26–27, 24–31, 29–28                               | |  |  |
|                             | Estadísticas Paolo Banchero (32) Paolo Banchero (9) Paolo Banchero (7) | Reporte Pts Reb Asts                  | Estadísticas (36) Jaylen Brown (10) Tres jugadores (6) Jrue Holiday | Pabellón: TD Garden Asistencia: 19.156 espectadores Árbitros: Ed Malloy Brent Barnaky James Williams |  |  |
| Boston lidera la serie, 2–0 |                                                                        |                                       |                                                                     | |  |  |
|                             |                                                                        |                                       |                                                                     | |  |  |

| 25 de abril                 | Boston Celtics                                                    | 93–95                                 | Orlando Magic                                                           | Orlando |  |  |
| 7:00 p. m.                  | Parciales: 27–31, 32–18, 11–24, 23–22                             | Parciales: 27–31, 32–18, 11–24, 23–22 | Parciales: 27–31, 32–18, 11–24, 23–22                                   | |  |  |
|                             | Estadísticas Jayson Tatum (36) Jayson Tatum (9) Derrick White (5) | Reporte Pts Reb Asts                  | Estadísticas (32) Franz Wagner (12) Wendell Carter Jr. (8) Franz Wagner | Pabellón: Kia Center Asistencia: 18.967 espectadores Árbitros: Courtney Kirkland David Guthrie Tre Maddox Jason Goldenberg |  |  |
| Boston lidera la serie, 2–1 |                                                                   |                                       |                                                                         | |  |  |
|                             |                                                                   |                                       |                                                                         | |  |  |

| 27 de abril                 | Boston Celtics                                                     | 107–98                                | Orlando Magic                                                             | Orlando |  |  |
| 7:00 p. m.                  | Parciales: 32–29, 21–19, 26–27, 28–23                              | Parciales: 32–29, 21–19, 26–27, 28–23 | Parciales: 32–29, 21–19, 26–27, 28–23                                     | |  |  |
|                             | Estadísticas Jayson Tatum (37) Jayson Tatum (14) Derrick White (7) | Reporte Pts Reb Asts                  | Estadísticas (31) Paolo Banchero (11) Wendell Carter Jr. (7) Franz Wagner | Pabellón: Kia Center Asistencia: 19.073 espectadores Árbitros: Marc Davis Tyler Ford Jason Goldenberg Andy Nagy |  |  |
| Boston lidera la serie, 3–1 |                                                                    |                                       |                                                                           | |  |  |
|                             |                                                                    |                                       |                                                                           | |  |  |

| 29 de abril               | Orlando Magic                                                             | 89–120                                | Boston Celtics                                                    | Boston |  |  |
| 8:30 p. m.                | Parciales: 27–23, 22–24, 13–36, 27–37                                     | Parciales: 27–23, 22–24, 13–36, 27–37 | Parciales: 27–23, 22–24, 13–36, 27–37                             | |  |  |
|                           | Estadísticas Franz Wagner (25) Wendell Carter Jr. (10) Paolo Banchero (6) | Reporte Pts Reb Asts                  | Estadísticas (35) Jayson Tatum (8) Jayson Tatum (10) Jayson Tatum | Pabellón: TD Garden Asistencia: 19.156 espectadores Árbitros: Tony Brothers Mark Lindsay Gediminas Petraitis |  |  |
| Boston gana la serie, 4–1 |                                                                           |                                       |                                                                   | |  |  |
|                           |                                                                           |                                       |                                                                   | |  |  |

| 23 de diciembre de 2024 | Boston Celtics | 104–108 | Orlando Magic |                                        |  |
|                         |                |         |               |                                        |  |
|                         |                | Reporte |               | Pabellón: Kia Center, Orlando, Florida |  |

| 17 de enero de 2025 | Orlando Magic | 94–121  | Boston Celtics |                                            |  |
|                     |               |         |                |                                            |  |
|                     |               | Reporte |                | Pabellón: TD Garden, Boston, Massachusetts |  |

| 9 de abril de 2025 | Boston Celtics | 76–96   | Orlando Magic |                                        |  |
|                    |                |         |               |                                        |  |
|                    |                | Reporte |               | Pabellón: Kia Center, Orlando, Florida |  |

Esta es la cuarta vez que estos equipos se enfrentan en playoffs y la primera desde 2010, Orlando lidera la serie con dos triunfos contra uno.
| 1995 | Orlando Magic | 3–1 | Boston Celtics |                                      |
|      |               |     |                |                                      |
|      |               |     |                | Pabellón: 1.ª ronda Conferencia Este |

| 2009 | Boston Celtics | 3–4 | Orlando Magic |                                        |
|      |                |     |               |                                        |
|      |                |     |               | Pabellón: Semifinales Conferencia Este |

| 2010 | Orlando Magic | 2–4 | Boston Celtics |                                  |
|      |               |     |                |                                  |
|      |               |     |                | Pabellón: Final Conferencia Este |

#### (3) New York Knicks vs. (6) Detroit Pistons
| 19 de abril                   | Detroit Pistons                                                           | 112–123                               | New York Knicks                                                           | Nueva York |  |  |
| 6:00 p. m.                    | Parciales: 27–27, 28–30, 36–26, 21–40                                     | Parciales: 27–27, 28–30, 36–26, 21–40 | Parciales: 27–27, 28–30, 36–26, 21–40                                     | |  |  |
|                               | Estadísticas Tobias Harris (25) Cuatro jugadores (6) Cade Cunningham (12) | Reporte Pts Reb Asts                  | Estadísticas (34) Jalen Brunson (11) Karl-Anthony Towns (8) Jalen Brunson | Pabellón: Madison Square Garden Asistencia: 19.812 espectadores Árbitros: Bill Kennedy John Goble Karl Lane Scott Twardoski |  |  |
| New York lidera la serie, 1–0 |                                                                           |                                       |                                                                           | |  |  |
|                               |                                                                           |                                       |                                                                           | |  |  |

| 21 de abril         | Detroit Pistons                                                                           | 100–94                                | New York Knicks                                                            | Nueva York |  |  |
| 7:30 p. m.          | Parciales: 25–18, 30–31, 20–18, 25–27                                                     | Parciales: 25–18, 30–31, 20–18, 25–27 | Parciales: 25–18, 30–31, 20–18, 25–27                                      | |  |  |
|                     | Estadísticas Cade Cunningham (33) J. Duren, T. Harris (13) C. Cunningham, D. Schröder (3) | Reporte Pts Reb Asts                  | Estadísticas (37) Jalen Brunson (7) J. Hart, M. Robinson (7) Jalen Brunson | Pabellón: Madison Square Garden Asistencia: 19.812 espectadores Árbitros: Curtis Blair Josh Tiven Scott Twardoski Ray Acosta |  |  |
| Serie empatada, 1–1 |                                                                                           |                                       |                                                                            | |  |  |
|                     |                                                                                           |                                       |                                                                            | |  |  |

| 24 de abril                   | New York Knicks                                                             | 118–116                               | Detroit Pistons                                                                             | Detroit |  |  |
| 7:00 p. m.                    | Parciales: 33–27, 33–26, 27–30, 25–33                                       | Parciales: 33–27, 33–26, 27–30, 25–33 | Parciales: 33–27, 33–26, 27–30, 25–33                                                       | |  |  |
|                               | Estadísticas Karl-Anthony Towns (31) Josh Hart (11) J. Brunson, J. Hart (9) | Reporte Pts Reb Asts                  | Estadísticas (24) C. Cunningham, T. Hardaway Jr. (8) J. Duren, P. Reed (11) Cade Cunningham | Pabellón: Little Caesars Arena Asistencia: 20.062 espectadores Árbitros: Rodney Mott Zach Zarba Sean Wright Nick Buchert |  |  |
| New York lidera la serie, 2–1 |                                                                             |                                       |                                                                                             | |  |  |
|                               |                                                                             |                                       |                                                                                             | |  |  |

| 27 de abril                   | New York Knicks                                                   | 94–93                                 | Detroit Pistons                                                         | Detroit |  |  |
| 1:00 p. m.                    | Parciales: 29–19, 21–24, 14–28, 30–22                             | Parciales: 29–19, 21–24, 14–28, 30–22 | Parciales: 29–19, 21–24, 14–28, 30–22                                   | |  |  |
|                               | Estadísticas Jalen Brunson (32) Josh Hart (10) Jalen Brunson (11) | Reporte Pts Reb Asts                  | Estadísticas (25) Cade Cunningham (17) Jalen Duren (10) Cade Cunningham | Pabellón: Little Caesars Arena Asistencia: 20.062 espectadores Árbitros: David Guthrie Brian Forte Eric Dalen Kevin Cutler |  |  |
| New York lidera la serie, 3–1 |                                                                   |                                       |                                                                         | |  |  |
|                               |                                                                   |                                       |                                                                         | |  |  |

| 29 de abril                   | Detroit Pistons                                                        | 106–103                               | New York Knicks                                                           | Nueva York |  |  |
| 7:30 p. m.                    | Parciales: 22–23, 27–27, 28–24, 29–29                                  | Parciales: 22–23, 27–27, 28–24, 29–29 | Parciales: 22–23, 27–27, 28–24, 29–29                                     | |  |  |
|                               | Estadísticas Cade Cunningham (24) Jalen Duren (14) Cade Cunningham (8) | Reporte Pts Reb Asts                  | Estadísticas (19) OG Anunoby (11) M. Robinson, K. Towns (7) Jalen Brunson | Pabellón: Madison Square Garden Asistencia: 19.812 espectadores Árbitros: Marc Davis Tyler Ford Andy Nagy Jacyn Goble |  |  |
| New York lidera la serie, 3–2 |                                                                        |                                       |                                                                           | |  |  |
|                               |                                                                        |                                       |                                                                           | |  |  |

| 1 de mayo                   | New York Knicks                                                           | 116–113                               | Detroit Pistons                                                           | Detroit |  |  |
| 7:30 p. m.                  | Parciales: 37–23, 22–38, 37–24, 20–28                                     | Parciales: 37–23, 22–38, 37–24, 20–28 | Parciales: 37–23, 22–38, 37–24, 20–28                                     | |  |  |
|                             | Estadísticas Jalen Brunson (40) Karl-Anthony Towns (15) Jalen Brunson (7) | Reporte Pts Reb Asts                  | Estadísticas (23) Cade Cunningham (7) Cade Cunningham (9) Dennis Schröder | Pabellón: Little Caesars Arena Asistencia: 20.062 espectadores Árbitros: Tony Brothers Ed Malloy Mark Lindsay Brent Barnaky |  |  |
| New York gana la serie, 4–2 |                                                                           |                                       |                                                                           | |  |  |
|                             |                                                                           |                                       |                                                                           | |  |  |

| 1 de noviembre de 2024 | New York Knicks | 128–98  | Detroit Pistons |                                                   |  |
|                        |                 |         |                 |                                                   |  |
|                        |                 | Reporte |                 | Pabellón: Little Caesars Arena, Detroit, Míchigan |  |

| 7 de diciembre de 2024 | Detroit Pistons | 120–111 | New York Knicks |                                                         |  |
|                        |                 |         |                 |                                                         |  |
|                        |                 | Reporte |                 | Pabellón: Madison Square Garden, Nueva York, Nueva York |  |

| 13 de enero de 2025 | Detroit Pistons | 124–119 | New York Knicks |                                                         |  |
|                     |                 |         |                 |                                                         |  |
|                     |                 | Reporte |                 | Pabellón: Madison Square Garden, Nueva York, Nueva York |  |

| 10 de abril de 2025 | New York Knicks | 106–115 | Detroit Pistons |                                                   |  |
|                     |                 |         |                 |                                                   |  |
|                     |                 | Reporte |                 | Pabellón: Little Caesars Arena, Detroit, Míchigan |  |

Esta es la cuarta vez que estos equipos se enfrentan en playoffs y la primera desde 1992, New York lidera la serie con dos triunfos contra uno.
| 1984 | Detroit Pistons | 2–3 | New York Knicks |                                      |
|      |                 |     |                 |                                      |
|      |                 |     |                 | Pabellón: 1.ª ronda Conferencia Este |

| 1990 | Detroit Pistons | 4–1 | New York Knicks |                                        |
|      |                 |     |                 |                                        |
|      |                 |     |                 | Pabellón: Semifinales Conferencia Este |

| 1992 | New York Knicks | 3–2 | Detroit Pistons |                                      |
|      |                 |     |                 |                                      |
|      |                 |     |                 | Pabellón: 1.ª ronda Conferencia Este |

#### (4) Indiana Pacers vs. (5) Milwaukee Bucks
| 19 de abril                  | Milwaukee Bucks                                                                         | 98–117                                | Indiana Pacers                                                                      | Indianápolis |  |  |
| 1:00 p. m.                   | Parciales: 25–33, 18–34, 33–26, 22–24                                                   | Parciales: 25–33, 18–34, 33–26, 22–24 | Parciales: 25–33, 18–34, 33–26, 22–24                                               | |  |  |
|                              | Estadísticas Giannis Antetokounmpo (36) Giannis Antetokounmpo (12) Kevin Porter Jr. (5) | Reporte Pts Reb Asts                  | Estadísticas (25) Pascal Siakam (7) T. Haliburton, P. Siakam (12) Tyrese Haliburton | Pabellón: Gainbridge Fieldhouse Asistencia: 17.274 espectadores Árbitros: Curtis Blair Brent Barnaky Josh Tiven Tre Maddox |  |  |
| Indiana lidera la serie, 1–0 |                                                                                         |                                       |                                                                                     | |  |  |
|                              |                                                                                         |                                       |                                                                                     | |  |  |

| 22 de abril                  | Milwaukee Bucks                                                                                     | 115–123                               | Indiana Pacers                                                            | Indianápolis |  |  |
| 7:00 p. m.                   | Parciales: 30–40, 30–28, 27–31, 28–24                                                               | Parciales: 30–40, 30–28, 27–31, 28–24 | Parciales: 30–40, 30–28, 27–31, 28–24                                     | |  |  |
|                              | Estadísticas Giannis Antetokounmpo (34) Giannis Antetokounmpo (18) G. Antetokounmpo, D. Lillard (7) | Reporte Pts Reb Asts                  | Estadísticas (24) Pascal Siakam (11) Pascal Siakam (12) Tyrese Haliburton | Pabellón: Gainbridge Fieldhouse Asistencia: 17.124 espectadores Árbitros: Zach Zarba Sean Wright Eric Dalen Gediminas Petraitas |  |  |
| Indiana lidera la serie, 2–0 | |                                       |                                                                           | |  |  |
|                              | |                                       |                                                                           | |  |  |

| 25 de abril                  | Indiana Pacers                                                                       | 101–117                               | Milwaukee Bucks                                                                                                 | Milwaukee |  |  |
| 8:00 p. m.                   | Parciales: 26–26, 31–21, 18–39, 26–31                                                | Parciales: 26–26, 31–21, 18–39, 26–31 | Parciales: 26–26, 31–21, 18–39, 26–31                                                                           | |  |  |
|                              | Estadísticas Pascal Siakam (28) T. Haliburton, A. Nesmith (7) Tyrese Haliburton (10) | Reporte Pts Reb Asts                  | Estadísticas (37) G. Antetokounmpo, G. Trent Jr. (12) Giannis Antetokounmpo (6) G. Antetokounmpo, K. Porter Jr. | Pabellón: Fiserv Forum Asistencia: 17.942 espectadores Árbitros: Marc Davis Ed Malloy Dedric Taylor Justin Van Duyne |  |  |
| Indiana lidera la serie, 2–1 |                                                                                      |                                       | | |  |  |
|                              |                                                                                      |                                       | | |  |  |

| 27 de abril                  | Indiana Pacers                                                              | 129–103                               | Milwaukee Bucks                                                                                        | Milwaukee |  |  |
| 9:30 p. m.                   | Parciales: 30–24, 33–28, 38–32, 28–19                                       | Parciales: 30–24, 33–28, 38–32, 28–19 | Parciales: 30–24, 33–28, 38–32, 28–19                                                                  | |  |  |
|                              | Estadísticas Myles Turner (23) Tyrese Haliburton (8) Tyrese Haliburton (15) | Reporte Pts Reb Asts                  | Estadísticas (28) Giannis Antetokounmpo (15) Giannis Antetokounmpo (6) G. Antetokounmpo, K. Porter Jr. | Pabellón: Fiserv Forum Asistencia: 17.855 espectadores Árbitros: Tony Brothers Mark Lindsay Karl Lane Dedric Taylor |  |  |
| Indiana lidera la serie, 3–1 |                                                                             |                                       | | |  |  |
|                              |                                                                             |                                       | | |  |  |

| 29 de abril                | Milwaukee Bucks                                                                        | 118–119                                             | Indiana Pacers                                                               | Indianápolis |  |  |
| 6:00 p. m.                 | Parciales: 30–13, 17–28, 28–34, 28–28 (T.E.: 15–16)                                    | Parciales: 30–13, 17–28, 28–34, 28–28 (T.E.: 15–16) | Parciales: 30–13, 17–28, 28–34, 28–28 (T.E.: 15–16)                          | |  |  |
|                            | Estadísticas Gary Trent Jr. (33) Giannis Antetokounmpo (20) Giannis Antetokounmpo (13) | Reporte Pts Reb Asts                                | Estadísticas (26) Tyrese Haliburton (12) Aaron Nesmith (9) Tyrese Haliburton | Pabellón: Gainbridge Fieldhouse Asistencia: 17.274 espectadores Árbitros: Courtney Kirkland David Guthrie Brian Forte Kevin Cutler |  |  |
| Indiana gana la serie, 4–1 |                                                                                        |                                                     |                                                                              | |  |  |
|                            |                                                                                        |                                                     |                                                                              | |  |  |

| 22 de noviembre de 2024                                         | Indiana Pacers | 117–129 | Milwaukee Bucks |                                              |  |  |
|                                                                 |                |         |                 |                                              |  |  |
|                                                                 |                | Reporte |                 | Pabellón: Fiserv Forum, Milwaukee, Wisconsin |  |  |
| Partido correspondiente a la fase de grupos de la NBA Cup 2024. |                |         |                 |                                              |  |  |
|                                                                 |                |         |                 |                                              |  |  |

| 31 de diciembre de 2024 | Milwaukee Bucks | 120–112 | Indiana Pacers |                                                        |  |
|                         |                 |         |                |                                                        |  |
|                         |                 | Reporte |                | Pabellón: Gainbridge Fieldhouse, Indianápolis, Indiana |  |

| 11 de marzo de 2025 | Milwaukee Bucks | 114–115 | Indiana Pacers |                                                        |  |
|                     |                 |         |                |                                                        |  |
|                     |                 | Reporte |                | Pabellón: Gainbridge Fieldhouse, Indianápolis, Indiana |  |

| 15 de marzo de 2025 | Indiana Pacers | 119–126 | Milwaukee Bucks |                                              |  |
|                     |                |         |                 |                                              |  |
|                     |                | Reporte |                 | Pabellón: Fiserv Forum, Milwaukee, Wisconsin |  |

Esta es la cuarta vez que estos equipos se enfrentan en playoffs, siendo este duelo una revancha de la primera ronda de la edición anterior de 2024, Indiana ganó todos los enfrentamientos previos.
| 1999 | Indiana Pacers | 3–0 | Milwaukee Bucks |                                      |
|      |                |     |                 |                                      |
|      |                |     |                 | Pabellón: 1.ª ronda Conferencia Este |

| 2000 | Indiana Pacers | 3–2 | Milwaukee Bucks |                                      |
|      |                |     |                 |                                      |
|      |                |     |                 | Pabellón: 1.ª ronda Conferencia Este |

| 2024 | Milwaukee Bucks | 2–4 | Indiana Pacers |                                      |
|      |                 |     |                |                                      |
|      |                 |     |                | Pabellón: 1.ª ronda Conferencia Este |

### Semifinales de Conferencia

#### (1) Cleveland Cavaliers vs. (4) Indiana Pacers
| 4 de mayo                    | Indiana Pacers                                                             | 121–112                               | Cleveland Cavaliers                                               | Cleveland |  |  |
| 6:00 p. m.                   | Parciales: 36–25, 28–33, 28–32, 29–22                                      | Parciales: 36–25, 28–33, 28–32, 29–22 | Parciales: 36–25, 28–33, 28–32, 29–22                             | |  |  |
|                              | Estadísticas Andrew Nembhard (23) Myles Turner (11) Tyrese Haliburton (13) | Reporte Pts Reb Asts                  | Estadísticas (33) Donovan Mitchell (10) Evan Mobley (8) Ty Jerome | Pabellón: Rocket Arena Asistencia: 19.432 espectadores Árbitros: Zach Zarba Sean Wright Tre Maddox Gediminas Petraitis |  |  |
| Indiana lidera la serie, 1–0 |                                                                            |                                       |                                                                   | |  |  |
|                              |                                                                            |                                       |                                                                   | |  |  |

| 6 de mayo                    | Indiana Pacers                                                                      | 120–119                               | Cleveland Cavaliers                                                        | Cleveland |  |  |
| 7:00 p. m.                   | Parciales: 15–32, 35–29, 34–37, 36–21                                               | Parciales: 15–32, 35–29, 34–37, 36–21 | Parciales: 15–32, 35–29, 34–37, 36–21                                      | |  |  |
|                              | Estadísticas A. Nembhard, M. Turner (23) Tyrese Haliburton (9) Andrew Nembhard (13) | Reporte Pts Reb Asts                  | Estadísticas (48) Donovan Mitchell (12) Jarrett Allen (9) Donovan Mitchell | Pabellón: Rocket Arena Asistencia: 19.432 espectadores Árbitros: Tony Brothers David Guthrie Eric Dalen Nick Buchert |  |  |
| Indiana lidera la serie, 2–0 |                                                                                     |                                       |                                                                            | |  |  |
|                              |                                                                                     |                                       |                                                                            | |  |  |

| 9 de mayo                    | Cleveland Cavaliers                                               | 126–104                               | Indiana Pacers                                                          | Indianápolis |  |  |
| 7:30 p. m.                   | Parciales: 32–32, 34–13, 31–34, 29–25                             | Parciales: 32–32, 34–13, 31–34, 29–25 | Parciales: 32–32, 34–13, 31–34, 29–25                                   | |  |  |
|                              | Estadísticas Donovan Mitchell (43) Evan Mobley (13) Max Strus (7) | Reporte Pts Reb Asts                  | Estadísticas (23) Bennedict Mathurin (7) Aaron Nesmith (7) TJ McConnell | Pabellón: Gainbridge Fieldhouse Asistencia: 17.274 espectadores Árbitros: Bill Kennedy Marc Davis Brent Barnaky Josh Tiven |  |  |
| Indiana lidera la serie, 2–1 |                                                                   |                                       |                                                                         | |  |  |
|                              |                                                                   |                                       |                                                                         | |  |  |

| 11 de mayo                   | Cleveland Cavaliers                                                           | 109–129                               | Indiana Pacers                                                    | Indianápolis |  |  |
| 8:00 p. m.                   | Parciales: 23–38, 16–42, 38–29, 32–20                                         | Parciales: 23–38, 16–42, 38–29, 32–20 | Parciales: 23–38, 16–42, 38–29, 32–20                             | |  |  |
|                              | Estadísticas Darius Garland (21) M. Strus, T. Thompson (6) Darius Garland (6) | Reporte Pts Reb Asts                  | Estadísticas (21) Pascal Siakam (7) Myles Turner (8) TJ McConnell | Pabellón: Gainbridge Fieldhouse Asistencia: 17.274 espectadores Árbitros: John Goble Curtis Blair Brent Barnaky Kevin Scott |  |  |
| Indiana lidera la serie, 3–1 |                                                                               |                                       |                                                                   | |  |  |
|                              |                                                                               |                                       |                                                                   | |  |  |

| 13 de mayo                 | Indiana Pacers                                                               | 114–105                               | Cleveland Cavaliers                                                    | Cleveland |  |  |
| 7:00 p. m.                 | Parciales: 19–31, 33–25, 33–20, 29–29                                        | Parciales: 19–31, 33–25, 33–20, 29–29 | Parciales: 19–31, 33–25, 33–20, 29–29                                  | |  |  |
|                            | Estadísticas Tyrese Haliburton (31) Aaron Nesmith (13) Tyrese Haliburton (8) | Reporte Pts Reb Asts                  | Estadísticas (35) Donovan Mitchell (11) Evan Mobley (3) Darius Garland | Pabellón: Rocket Arena Asistencia: 19.432 espectadores Árbitros: James Capers J.B. DeRosa Mark Lindsay Ben Taylor |  |  |
| Indiana gana la serie, 4–1 |                                                                              |                                       |                                                                        | |  |  |
|                            |                                                                              |                                       |                                                                        | |  |  |

| 12 de enero de 2025 | Indiana Pacers | 108–93  | Cleveland Cavaliers |                                                       |  |
|                     |                |         |                     |                                                       |  |
|                     |                | Reporte |                     | Pabellón: Rocket Mortgage FieldHouse, Cleveland, Ohio |  |

| 14 de enero de 2025 | Cleveland Cavaliers | 127–117 | Indiana Pacers |                                                        |  |
|                     |                     |         |                |                                                        |  |
|                     |                     | Reporte |                | Pabellón: Gainbridge Fieldhouse, Indianápolis, Indiana |  |

| 10 de abril de 2025 | Cleveland Cavaliers | 112–114 | Indiana Pacers |                                                        |  |
|                     |                     |         |                |                                                        |  |
|                     |                     | Reporte |                | Pabellón: Gainbridge Fieldhouse, Indianápolis, Indiana |  |

| 13 de abril de 2025 | Indiana Pacers | 126–118 | Cleveland Cavaliers |                                         |  |
|                     |                |         |                     |                                         |  |
|                     |                | Reporte |                     | Pabellón: Rocket Arena, Cleveland, Ohio |  |

Esta es la cuarta vez que estos equipos se enfrentan en playoffs y la primera desde 2018, Cleveland lidera la serie con dos triunfos contra uno.
| 1998 | Indiana Pacers | 3–1 | Cleveland Cavaliers |                                      |
|      |                |     |                     |                                      |
|      |                |     |                     | Pabellón: 1.ª ronda Conferencia Este |

| 2017 | Cleveland Cavaliers | 4–0 | Indiana Pacers |                                      |
|      |                     |     |                |                                      |
|      |                     |     |                | Pabellón: 1.ª ronda Conferencia Este |

| 2018 | Cleveland Cavaliers | 4–3 | Indiana Pacers |                                      |
|      |                     |     |                |                                      |
|      |                     |     |                | Pabellón: 1.ª ronda Conferencia Este |

#### (2) Boston Celtics vs. (3) New York Knicks
| 5 de mayo                     | New York Knicks                                                                    | 108–105                                           | Boston Celtics                                                          | Boston                                                                                          |  |  |
| 7:00 p. m.                    | Parciales: 25–26, 20–35, 30–23, 25–16 (T.E.: 8–5)                                  | Parciales: 25–26, 20–35, 30–23, 25–16 (T.E.: 8–5) | Parciales: 25–26, 20–35, 30–23, 25–16 (T.E.: 8–5)                       |                                                                                                 |  |  |
|                               | Estadísticas OG Anunoby, J. Brunson (29) Karl-Anthony Towns (13) Mikal Bridges (7) | Reporte Pts Reb Asts                              | Estadísticas (23) J. Brown, J. Tatum (16) Jayson Tatum (6) Jayson Tatum | Pabellón: TD Garden Asistencia: 19.156 espectadores Árbitros: J.B. DeRosa Marc Davis Ben Taylor |  |  |
| New York lidera la serie, 1–0 |                                                                                    |                                                   |                                                                         |                                                                                                 |  |  |
|                               |                                                                                    |                                                   |                                                                         |                                                                                                 |  |  |

| 7 de mayo                     | New York Knicks                                                       | 91–90                                 | Boston Celtics                                                            | Boston                                                                                              |  |  |
| 7:00 p. m.                    | Parciales: 13–24, 28–26, 20–23, 30–17                                 | Parciales: 13–24, 28–26, 20–23, 30–17 | Parciales: 13–24, 28–26, 20–23, 30–17                                     | |  |  |
|                               | Estadísticas Josh Hart (23) Karl-Anthony Towns (17) Jalen Brunson (7) | Reporte Pts Reb Asts                  | Estadísticas (20) J. Brown, D. White (14) Jayson Tatum (5) Tres jugadores | Pabellón: TD Garden Asistencia: 19.156 espectadores Árbitros: James Capers Mark Lindsay Kevin Scott |  |  |
| New York lidera la serie, 2–0 |                                                                       |                                       |                                                                           | |  |  |
|                               |                                                                       |                                       |                                                                           | |  |  |

| 10 de mayo                    | Boston Celtics                                                               | 115–93                                | New York Knicks                                                           | Nueva York |  |  |
| 3:30 p. m.                    | Parciales: 36–20, 35–26, 25–24, 19–23                                        | Parciales: 36–20, 35–26, 25–24, 19–23 | Parciales: 36–20, 35–26, 25–24, 19–23                                     | |  |  |
|                               | Estadísticas Payton Pritchard (23) A. Horford, J. Tatum (9) Jayson Tatum (7) | Reporte Pts Reb Asts                  | Estadísticas (27) Jalen Brunson (15) Karl-Anthony Towns (7) Jalen Brunson | Pabellón: Madison Square Garden Asistencia: 19.812 espectadores Árbitros: Courtney Kirkland Zach Zarba Justin Van Duyne Jacyn Goble |  |  |
| New York lidera la serie, 2–1 |                                                                              |                                       |                                                                           | |  |  |
|                               |                                                                              |                                       |                                                                           | |  |  |

| 12 de mayo                    | Boston Celtics                                                           | 113–121                               | New York Knicks                                                            | Nueva York |  |  |
| 7:30 p. m.                    | Parciales: 39–28, 23–23, 23–37, 28–33                                    | Parciales: 39–28, 23–23, 23–37, 28–33 | Parciales: 39–28, 23–23, 23–37, 28–33                                      | |  |  |
|                               | Estadísticas Jayson Tatum (42) Jayson Tatum (8) A. Horford, J. Tatum (4) | Reporte Pts Reb Asts                  | Estadísticas (39) Jalen Brunson (11) Karl-Anthony Towns (12) Jalen Brunson | Pabellón: Madison Square Garden Asistencia: 19.812 espectadores Árbitros: Sean Corbin Scott Foster James Williams Mitchell Ervin |  |  |
| New York lidera la serie, 3–1 |                                                                          |                                       |                                                                            | |  |  |
|                               |                                                                          |                                       |                                                                            | |  |  |

| 14 de mayo                    | New York Knicks                                                      | 102–127                               | Boston Celtics                                                    | Boston                                                                                             |  |  |
| 7:00 p. m.                    | Parciales: 32–30, 27–29, 17–32, 26–36                                | Parciales: 32–30, 27–29, 17–32, 26–36 | Parciales: 32–30, 27–29, 17–32, 26–36                             | |  |  |
|                               | Estadísticas Josh Hart (24) Mitchell Robinson (13) Jalen Brunson (6) | Reporte Pts Reb Asts                  | Estadísticas (34) Derrick White (9) Luke Kornet (12) Jaylen Brown | Pabellón: TD Garden Asistencia: 19.156 espectadores Árbitros: Tony Brothers Brian Forte Josh Tiven |  |  |
| New York lidera la serie, 3–2 |                                                                      |                                       |                                                                   | |  |  |
|                               |                                                                      |                                       |                                                                   | |  |  |

| 16 de mayo                  | Boston Celtics                                                   | 81–119                                | New York Knicks                                                                 | Nueva York |  |  |
| 8:00 p. m.                  | Parciales: 20–26, 17–38, 20–28, 24–27                            | Parciales: 20–26, 17–38, 20–28, 24–27 | Parciales: 20–26, 17–38, 20–28, 24–27                                           | |  |  |
|                             | Estadísticas Jaylen Brown (20) Jaylen Brown (6) Jaylen Brown (6) | Reporte Pts Reb Asts                  | Estadísticas (23) OG Anunoby, J. Brunson (12) Karl-Anthony Towns (11) Josh Hart | Pabellón: Madison Square Garden Asistencia: 19.812 espectadores Árbitros: James Capers J.B. DeRosa Ed Malloy Tyler Ford |  |  |
| New York gana la serie, 4–2 |                                                                  |                                       |                                                                                 | |  |  |
|                             |                                                                  |                                       |                                                                                 | |  |  |

| 22 de octubre de 2024 | New York Knicks | 109–132 | Boston Celtics |                                            |  |
|                       |                 |         |                |                                            |  |
|                       |                 | Reporte |                | Pabellón: TD Garden, Boston, Massachusetts |  |

| 8 de febrero de 2025 | Boston Celtics | 131–104 | New York Knicks |                                                         |  |
|                      |                |         |                 |                                                         |  |
|                      |                | Reporte |                 | Pabellón: Madison Square Garden, Nueva York, Nueva York |  |

| 23 de febrero de 2025 | New York Knicks | 105–118 | Boston Celtics |                                            |  |
|                       |                 |         |                |                                            |  |
|                       |                 | Reporte |                | Pabellón: TD Garden, Boston, Massachusetts |  |

| 8 de abril de 2025 | Boston Celtics | 119–117 | New York Knicks |                                                         |  |
|                    |                |         |                 |                                                         |  |
|                    |                | Reporte |                 | Pabellón: Madison Square Garden, Nueva York, Nueva York |  |

Esta es la decimosexta vez que estos equipos se enfrentan en playoffs y la primera desde 2013, Boston lidera la serie con ocho triunfos contra siete.
| 1951 | Boston Celtics | 0–2 | New York Knicks |                                     |
|      |                |     |                 |                                     |
|      |                |     |                 | Pabellón: Semifinales División Este |

| 1952 | Boston Celtics | 1–2 | New York Knicks |                                     |
|      |                |     |                 |                                     |
|      |                |     |                 | Pabellón: Semifinales División Este |

| 1953 | New York Knicks | 3–1 | Boston Celtics |                               |
|      |                 |     |                |                               |
|      |                 |     |                | Pabellón: Final División Este |

| 1954 | New York Knicks | 0–2 | Boston Celtics |                                              |
|      |                 |     |                |                                              |
|      |                 |     |                | Pabellón: Liguilla Semifinales División Este |

| 1955 | Boston Celtics | 2–1 | New York Knicks |                                     |
|      |                |     |                 |                                     |
|      |                |     |                 | Pabellón: Semifinales División Este |

| 1967 | Boston Celtics | 3–1 | New York Knicks |                                     |
|      |                |     |                 |                                     |
|      |                |     |                 | Pabellón: Semifinales División Este |

| 1969 | New York Knicks | 2–4 | Boston Celtics |                               |
|      |                 |     |                |                               |
|      |                 |     |                | Pabellón: Final División Este |

| 1972 | Boston Celtics | 1–4 | New York Knicks |                                  |
|      |                |     |                 |                                  |
|      |                |     |                 | Pabellón: Final Conferencia Este |

| 1973 | Boston Celtics | 3–4 | New York Knicks |                                  |
|      |                |     |                 |                                  |
|      |                |     |                 | Pabellón: Final Conferencia Este |

| 1974 | Boston Celtics | 4–1 | New York Knicks |                                  |
|      |                |     |                 |                                  |
|      |                |     |                 | Pabellón: Final Conferencia Este |

| 1984 | Boston Celtics | 4–3 | New York Knicks |                                        |
|      |                |     |                 |                                        |
|      |                |     |                 | Pabellón: Semifinales Conferencia Este |

| 1988 | Boston Celtics | 3–1 | New York Knicks |                                      |
|      |                |     |                 |                                      |
|      |                |     |                 | Pabellón: 1.ª ronda Conferencia Este |

| 1990 | Boston Celtics | 2–3 | New York Knicks |                                      |
|      |                |     |                 |                                      |
|      |                |     |                 | Pabellón: 1.ª ronda Conferencia Este |

| 2011 | Boston Celtics | 4–0 | New York Knicks |                                      |
|      |                |     |                 |                                      |
|      |                |     |                 | Pabellón: 1.ª ronda Conferencia Este |

| 2013 | New York Knicks | 4–2 | Boston Celtics |                                      |
|      |                 |     |                |                                      |
|      |                 |     |                | Pabellón: 1.ª ronda Conferencia Este |

### Finales de Conferencia

#### (3) New York Knicks vs. (4) Indiana Pacers
| 21 de mayo                   | Indiana Pacers                                                             | 138–135                                             | New York Knicks                                              | Nueva York |  |  |
| 8:00 p. m.                   | Parciales: 34–36, 28–33, 25–21, 38–35 (T.E.: 13–10)                        | Parciales: 34–36, 28–33, 25–21, 38–35 (T.E.: 13–10) | Parciales: 34–36, 28–33, 25–21, 38–35 (T.E.: 13–10)          | |  |  |
|                              | Estadísticas Tyrese Haliburton (31) Obi Toppin (10) Tyrese Haliburton (11) | Reporte Pts Reb Asts                                | Estadísticas (43) Jalen Brunson (13) Josh Hart (7) Josh Hart | Pabellón: Madison Square Asistencia: 19.812 espectadores Árbitros: Zach Zarba Brian Forte Ben Taylor Mitchell Ervin |  |  |
| Indiana lidera la serie, 1–0 |                                                                            |                                                     |                                                              | |  |  |
|                              |                                                                            |                                                     |                                                              | |  |  |

| 23 de mayo                   | Indiana Pacers                                                               | 114–109                               | New York Knicks                                                          | Nueva York |  |  |
| 8:00 p. m.                   | Parciales: 24–26, 25–26, 32–29, 33–28                                        | Parciales: 24–26, 25–26, 32–29, 33–28 | Parciales: 24–26, 25–26, 32–29, 33–28                                    | |  |  |
|                              | Estadísticas Pascal Siakam (39) Tyrese Haliburton (8) Tyrese Haliburton (11) | Reporte Pts Reb Asts                  | Estadísticas (36) Jalen Brunson (9) Mitchell Robinson (11) Jalen Brunson | Pabellón: Madison Square Asistencia: 19.812 espectadores Árbitros: James Capers Marc Davis Brian Forte Kevin Scott |  |  |
| Indiana lidera la serie, 2–0 |                                                                              |                                       |                                                                          | |  |  |
|                              |                                                                              |                                       |                                                                          | |  |  |

| 25 de mayo                   | New York Knicks                                                            | 106–100                               | Indiana Pacers                                                              | Indianápolis |  |  |
| 8:00 p. m.                   | Parciales: 26–30, 19–28, 25–22, 36–20                                      | Parciales: 26–30, 19–28, 25–22, 36–20 | Parciales: 26–30, 19–28, 25–22, 36–20                                       | |  |  |
|                              | Estadísticas Karl-Anthony Towns (24) Karl-Anthony Towns (15) Josh Hart (4) | Reporte Pts Reb Asts                  | Estadísticas (20) Tyrese Haliburton (7) Aaron Nesmith (7) Tyrese Haliburton | Pabellón: Gainbridge Fieldhouse Asistencia: 17.274 espectadores Árbitros: Scott Foster Ed Malloy Sean Wright Nick Buchert |  |  |
| Indiana lidera la serie, 2–1 |                                                                            |                                       |                                                                             | |  |  |
|                              |                                                                            |                                       |                                                                             | |  |  |

| 27 de mayo                   | New York Knicks                                                           | 121–130                               | Indiana Pacers                                                                    | Indianápolis |  |  |
| 8:00 p. m.                   | Parciales: 35–43, 29–26, 27–33, 30–28                                     | Parciales: 35–43, 29–26, 27–33, 30–28 | Parciales: 35–43, 29–26, 27–33, 30–28                                             | |  |  |
|                              | Estadísticas Jalen Brunson (31) Karl-Anthony Towns (12) Jalen Brunson (5) | Reporte Pts Reb Asts                  | Estadísticas (32) Tyrese Haliburton (12) Tyrese Haliburton (15) Tyrese Haliburton | Pabellón: Gainbridge Fieldhouse Asistencia: 17.274 espectadores Árbitros: Courtney Kirkland David Guthrie John Goble Nick Buchert |  |  |
| Indiana lidera la serie, 3–1 |                                                                           |                                       |                                                                                   | |  |  |
|                              |                                                                           |                                       |                                                                                   | |  |  |

| 29 de mayo                   | Indiana Pacers                                                                    | 94–111                                | New York Knicks                                                                    | Nueva York |  |  |
| 8:00 p. m.                   | Parciales: 23–27, 22–29, 28–34, 21–21                                             | Parciales: 23–27, 22–29, 28–34, 21–21 | Parciales: 23–27, 22–29, 28–34, 21–21                                              | |  |  |
|                              | Estadísticas Bennedict Mathurin (23) Bennedict Mathurin (9) Tyrese Haliburton (6) | Reporte Pts Reb Asts                  | Estadísticas (32) Jalen Brunson (13) Karl-Anthony Towns (5) M. Bridges, J. Brunson | Pabellón: Madison Square Garden Asistencia: 19.812 espectadores Árbitros: Pat Fraher Zach Zarba Josh Tiven James Williams |  |  |
| Indiana lidera la serie, 3–2 |                                                                                   |                                       |                                                                                    | |  |  |
|                              |                                                                                   |                                       |                                                                                    | |  |  |

| 31 de mayo                 | New York Knicks                                                        | 108–125                               | Indiana Pacers                                                                      | Indianápolis |  |  |
| 8:00 p. m.                 | Parciales: 24–25, 30–33, 23–34, 31–33                                  | Parciales: 24–25, 30–33, 23–34, 31–33 | Parciales: 24–25, 30–33, 23–34, 31–33                                               | |  |  |
|                            | Estadísticas OG Anunoby (24) Karl-Anthony Towns (14) Jalen Brunson (7) | Reporte Pts Reb Asts                  | Estadísticas (31) Pascal Siakam (6) T. Haliburton, O. Toppin (13) Tyrese Haliburton | Pabellón: Gainbridge Fieldhouse Asistencia: 17.274 espectadores Árbitros: Tony Brothers James Capers Curtis Blair Tyler Ford |  |  |
| Indiana gana la serie, 4–2 |                                                                        |                                       |                                                                                     | |  |  |
|                            |                                                                        |                                       |                                                                                     | |  |  |

| 25 de octubre de 2024 | Indiana Pacers | 98–123  | New York Knicks |                                                         |  |
|                       |                |         |                 |                                                         |  |
|                       |                | Reporte |                 | Pabellón: Madison Square Garden, Nueva York, Nueva York |  |

| 10 de noviembre de 2024 | New York Knicks | 121–132 | Indiana Pacers |                                                        |  |
|                         |                 |         |                |                                                        |  |
|                         |                 | Reporte |                | Pabellón: Gainbridge Fieldhouse, Indianápolis, Indiana |  |

| 11 de febrero de 2025 | New York Knicks | 128–115 | Indiana Pacers |                                                        |  |
|                       |                 |         |                |                                                        |  |
|                       |                 | Reporte |                | Pabellón: Gainbridge Fieldhouse, Indianápolis, Indiana |  |

Esta es la novena vez que estos equipos se enfrentan en playoffs, siendo este duelo una revancha de las semifinales de la edición anterior de 2024, Indiana lidera la serie con cinco triunfos contra tres.
| 1993 | New York Knicks | 3–1 | Indiana Pacers |                                      |
|      |                 |     |                |                                      |
|      |                 |     |                | Pabellón: 1.ª ronda Conferencia Este |

| 1994 | New York Knicks | 4–3 | Indiana Pacers |                                  |
|      |                 |     |                |                                  |
|      |                 |     |                | Pabellón: Final Conferencia Este |

| 1995 | New York Knicks | 3–4 | Indiana Pacers |                                        |
|      |                 |     |                |                                        |
|      |                 |     |                | Pabellón: Semifinales Conferencia Este |

| 1998 | Indiana Pacers | 4–1 | New York Knicks |                                        |
|      |                |     |                 |                                        |
|      |                |     |                 | Pabellón: Semifinales Conferencia Este |

| 1999 | Indiana Pacers | 2–4 | New York Knicks |                                  |
|      |                |     |                 |                                  |
|      |                |     |                 | Pabellón: Final Conferencia Este |

| 2000 | Indiana Pacers | 4–2 | New York Knicks |                                    |
|      |                |     |                 |                                    |
|      |                |     |                 | Pabellón: Finales Conferencia Este |

| 2013 | New York Knicks | 2–4 | Indiana Pacers |                                        |
|      |                 |     |                |                                        |
|      |                 |     |                | Pabellón: Semifinales Conferencia Este |

| 2024 | New York Knicks | 3–4 | Indiana Pacers |                                        |
|      |                 |     |                |                                        |
|      |                 |     |                | Pabellón: Semifinales Conferencia Este |

## Conferencia Oeste

### Primera ronda

#### (1) Oklahoma City Thunder vs. (8) Memphis Grizzlies
| 20 de abril                        | Memphis Grizzlies                                                                     | 80–131                                | Oklahoma City Thunder                                                 | Oklahoma City |  |  |
| 1:00 p. m.                         | Parciales: 20–32, 16–36, 27–44, 17–19                                                 | Parciales: 20–32, 16–36, 27–44, 17–19 | Parciales: 20–32, 16–36, 27–44, 17–19                                 | |  |  |
|                                    | Estadísticas M. Bagley III, J. Morant (17) Zach Edey (9) J. Morant, S. Pippen Jr. (4) | Reporte Pts Reb Asts                  | Estadísticas (21) Aaron Wiggins (10) Chet Holmgren (6) Jalen Williams | Pabellón: Paycom Center Asistencia: 18.203 espectadores Árbitros: Tony Brothers J.B. DeRosa Nick Buchert Jason Goldenberg |  |  |
| Oklahoma City lidera la serie, 1–0 |                                                                                       |                                       |                                                                       | |  |  |
|                                    |                                                                                       |                                       |                                                                       | |  |  |

| 22 de abril                        | Memphis Grizzlies                                                   | 99–118                                | Oklahoma City Thunder                                                                               | Oklahoma City |  |  |
| 7:30 p. m.                         | Parciales: 17–32, 35–38, 27–20, 20–28                               | Parciales: 17–32, 35–38, 27–20, 20–28 | Parciales: 17–32, 35–38, 27–20, 20–28                                                               | |  |  |
|                                    | Estadísticas Jaren Jackson Jr. (26) Desmond Bane (12) Ja Morant (6) | Reporte Pts Reb Asts                  | Estadísticas (27) Shai Gilgeous-Alexander (11) Chet Holmgren (5) S. Gilgeous-Alexander, J. Williams | Pabellón: Paycom Center Asistencia: 18.203 espectadores Árbitros: Brian Forte John Goble Jason Goldenberg John Butler |  |  |
| Oklahoma City lidera la serie, 2–0 |                                                                     |                                       | | |  |  |
|                                    |                                                                     |                                       | | |  |  |

| 24 de abril                        | Oklahoma City Thunder                                                                   | 114–108                               | Memphis Grizzlies                                                                 | Memphis |  |  |
| 9:30 p. m.                         | Parciales: 29–40, 22–37, 36–18, 27–13                                                   | Parciales: 29–40, 22–37, 36–18, 27–13 | Parciales: 29–40, 22–37, 36–18, 27–13                                             | |  |  |
|                                    | Estadísticas Shai Gilgeous-Alexander (31) Chet Holmgren (8) Shai Gilgeous-Alexander (8) | Reporte Pts Reb Asts                  | Estadísticas (28) Scotty Pippen Jr. (8) Desmond Bane (5) J. Morant, S. Pippen Jr. | Pabellón: FedExForum Asistencia: 16.849 espectadores Árbitros: Marat Kogut Josh Tiven Mitchell Ervin Kevin Cutler |  |  |
| Oklahoma City lidera la serie, 3–0 |                                                                                         |                                       |                                                                                   | |  |  |
|                                    |                                                                                         |                                       |                                                                                   | |  |  |

| 26 de abril                      | Oklahoma City Thunder                                                                         | 117–115                               | Memphis Grizzlies                                                           | Memphis |  |  |
| 3:30 p. m.                       | Parciales: 34–31, 26–28, 28–26, 29–30                                                         | Parciales: 34–31, 26–28, 28–26, 29–30 | Parciales: 34–31, 26–28, 28–26, 29–30                                       | |  |  |
|                                  | Estadísticas Shai Gilgeous-Alexander (38) Isaiah Hartenstein (12) Shai Gilgeous-Alexander (6) | Reporte Pts Reb Asts                  | Estadísticas (30) Scotty Pippen Jr. (11) Scotty Pippen Jr. (5) Desmond Bane | Pabellón: FedExForum Asistencia: 16.667 espectadores Árbitros: James Capers Pat Fraher Marat Kogut Brent Barnaky |  |  |
| Oklahoma City gana la serie, 4–0 |                                                                                               |                                       |                                                                             | |  |  |
|                                  |                                                                                               |                                       |                                                                             | |  |  |

| 29 de diciembre de 2024 | Memphis Grizzlies | 106–130 | Oklahoma City Thunder |                                                  |  |
|                         |                   |         |                       |                                                  |  |
|                         |                   | Reporte |                       | Pabellón: Paycom Center, Oklahoma City, Oklahoma |  |

| 8 de febrero de 2025 | Oklahoma City Thunder | 125–112 | Memphis Grizzlies |                                          |  |
|                      |                       |         |                   |                                          |  |
|                      |                       | Reporte |                   | Pabellón: FedExForum, Memphis, Tennessee |  |

| 5 de marzo de 2025 | Oklahoma City Thunder | 120–103 | Memphis Grizzlies |                                          |  |
|                    |                       |         |                   |                                          |  |
|                    |                       | Reporte |                   | Pabellón: FedExForum, Memphis, Tennessee |  |

| 11 de diciembre de 2024 | Memphis Grizzlies | 104–125 | Oklahoma City Thunder |                                                  |  |
|                         |                   |         |                       |                                                  |  |
|                         |                   | Reporte |                       | Pabellón: Paycom Center, Oklahoma City, Oklahoma |  |

Esta es la cuarta vez que estos equipos se enfrentan en playoffs y la primera desde 2014, Oklahoma City lidera la serie con dos triunfos contra uno.
| 2011 | Oklahoma City Thunder | 4–3 | Memphis Grizzlies |                                         |
|      |                       |     |                   |                                         |
|      |                       |     |                   | Pabellón: Semifinales Conferencia Oeste |

| 2013 | Oklahoma City Thunder | 1–4 | Memphis Grizzlies |                                         |
|      |                       |     |                   |                                         |
|      |                       |     |                   | Pabellón: Semifinales Conferencia Oeste |

| 2014 | Oklahoma City Thunder | 4–3 | Memphis Grizzlies |                                       |
|      |                       |     |                   |                                       |
|      |                       |     |                   | Pabellón: 1.ª ronda Conferencia Oeste |

#### (2) Houston Rockets vs. (7) Golden State Warriors
| 20 de abril                       | Golden State Warriors                                                       | 95–85                                 | Houston Rockets                                                      | Houston |  |  |
| 9:30 p. m.                        | Parciales: 18–21, 29–13, 22–26, 26–25                                       | Parciales: 18–21, 29–13, 22–26, 26–25 | Parciales: 18–21, 29–13, 22–26, 26–25                                | |  |  |
|                                   | Estadísticas Stephen Curry (31) Brandin Podziemski (8) Jimmy Butler III (6) | Reporte Pts Reb Asts                  | Estadísticas (26) Alperen Şengün (12) Steven Adams (7) Fred VanVleet | Pabellón: Toyota Center Asistencia: 18.055 espectadores Árbitros: James Capers Rodney Mott Ben Taylor Gediminas Petraitis |  |  |
| Golden State lidera la serie, 1–0 |                                                                             |                                       |                                                                      | |  |  |
|                                   |                                                                             |                                       |                                                                      | |  |  |

| 23 de abril         | Golden State Warriors                                                    | 94–109                                | Houston Rockets                                                      | Houston |  |  |
| 9:30 p. m.          | Parciales: 18–28, 28–32, 25–27, 23–22                                    | Parciales: 18–28, 28–32, 25–27, 23–22 | Parciales: 18–28, 28–32, 25–27, 23–22                                | |  |  |
|                     | Estadísticas Stephen Curry (20) S. Curry, D. Green (5) Stephen Curry (9) | Reporte Pts Reb Asts                  | Estadísticas (38) Jalen Green (16) Alperen Şengün (7) Alperen Şengün | Pabellón: Toyota Center Asistencia: 18.055 espectadores Árbitros: Sean Corbin Courtney Kirkland David Guthrie Andy Nagy |  |  |
| Serie empatada, 1–1 |                                                                          |                                       |                                                                      | |  |  |
|                     |                                                                          |                                       |                                                                      | |  |  |

| 26 de abril                       | Houston Rockets                                                     | 93–104                                | Golden State Warriors                                               | San Francisco                                                                                            |  |  |
| 8:30 p. m.                        | Parciales: 22–18, 27–28, 22–23, 22–35                               | Parciales: 22–18, 27–28, 22–23, 22–35 | Parciales: 22–18, 27–28, 22–23, 22–35                               | |  |  |
|                                   | Estadísticas Fred VanVleet (17) Alperen Şengün (11) Jalen Green (5) | Reporte Pts Reb Asts                  | Estadísticas (36) Stephen Curry (12) Quinten Post (9) Stephen Curry | Pabellón: Chase Center Asistencia: 18.064 espectadores Árbitros: Curtis Blair Kevin Scott James Williams |  |  |
| Golden State lidera la serie, 2–1 |                                                                     |                                       |                                                                     | |  |  |
|                                   |                                                                     |                                       |                                                                     | |  |  |

| 28 de abril                       | Houston Rockets                                                        | 106–109                               | Golden State Warriors                                                      | San Francisco                                                                                       |  |  |
| 10:00 p. m.                       | Parciales: 26–28, 31–22, 23–32, 26–27                                  | Parciales: 26–28, 31–22, 23–32, 26–27 | Parciales: 26–28, 31–22, 23–32, 26–27                                      | |  |  |
|                                   | Estadísticas Alperen Şengün (31) Alperen Şengün (10) Fred VanVleet (6) | Reporte Pts Reb Asts                  | Estadísticas (27) Jimmy Butler III (8) Draymond Green (6) Jimmy Butler III | Pabellón: Chase Center Asistencia: 18.064 espectadores Árbitros: Bill Kennedy Pat Fraher John Goble |  |  |
| Golden State lidera la serie, 3–1 |                                                                        |                                       |                                                                            | |  |  |
|                                   |                                                                        |                                       |                                                                            | |  |  |

| 30 de abril                       | Golden State Warriors                                           | 116–131                               | Houston Rockets                                                       | Houston |  |  |
| 7:30 p. m.                        | Parciales: 24–40, 25–36, 31–31, 36–24                           | Parciales: 24–40, 25–36, 31–31, 36–24 | Parciales: 24–40, 25–36, 31–31, 36–24                                 | |  |  |
|                                   | Estadísticas Moses Moody (25) Moses Moody (9) Stephen Curry (7) | Reporte Pts Reb Asts                  | Estadísticas (26) Fred VanVleet (9) Alperen Şengün (9) Alperen Şengün | Pabellón: Toyota Center Asistencia: 18.055 espectadores Árbitros: Zach Zarba Sean Wright Nick Buchert John Butler |  |  |
| Golden State lidera la serie, 3–2 |                                                                 |                                       |                                                                       | |  |  |
|                                   |                                                                 |                                       |                                                                       | |  |  |

| 2 de mayo           | Houston Rockets                                                       | 115–107                               | Golden State Warriors                                                     | San Francisco                                                                                            |  |  |
| 9:00 p. m.          | Parciales: 25–21, 28–27, 33–36, 29–23                                 | Parciales: 25–21, 28–27, 33–36, 29–23 | Parciales: 25–21, 28–27, 33–36, 29–23                                     | |  |  |
|                     | Estadísticas Fred VanVleet (29) Alperen Şengün (14) Fred VanVleet (8) | Reporte Pts Reb Asts                  | Estadísticas (29) Stephen Curry (9) Jimmy Butler III (8) Jimmy Butler III | Pabellón: Chase Center Asistencia: 18.064 espectadores Árbitros: James Capers J.B. DeRosa Mitchell Ervin |  |  |
| Serie empatada, 3–3 |                                                                       |                                       |                                                                           | |  |  |
|                     |                                                                       |                                       |                                                                           | |  |  |

| 4 de mayo                       | Golden State Warriors                                                        | 103–89                                | Houston Rockets                                                        | Houston |  |  |
| 8:30 p. m.                      | Parciales: 23–19, 28–20, 19–23, 33–27                                        | Parciales: 23–19, 28–20, 19–23, 33–27 | Parciales: 23–19, 28–20, 19–23, 33–27                                  | |  |  |
|                                 | Estadísticas Buddy Hield (33) Stephen Curry (10) J. Butler III, S. Curry (7) | Reporte Pts Reb Asts                  | Estadísticas (24) Amen Thompson (14) Alperen Şengün (5) Alperen Şengün | Pabellón: Toyota Center Asistencia: 18.055 espectadores Árbitros: Tony Brothers Kevin Scott James Williams Ray Acosta |  |  |
| Golden State gana la serie, 4–3 |                                                                              |                                       |                                                                        | |  |  |
|                                 |                                                                              |                                       |                                                                        | |  |  |

| 2 de noviembre de 2024 | Golden State Warriors | 127–121 | Houston Rockets |                                         |  |
|                        |                       |         |                 |                                         |  |
|                        |                       | Reporte |                 | Pabellón: Toyota Center, Houston, Texas |  |

| 5 de diciembre de 2024 | Houston Rockets | 93–99   | Golden State Warriors |                                                   |  |
|                        |                 |         |                       |                                                   |  |
|                        |                 | Reporte |                       | Pabellón: Chase Center, San Francisco, California |  |

| 11 de diciembre de 2024                                            | Golden State Warriors | 90–91   | Houston Rockets |                                         |  |  |
|                                                                    |                       |         |                 |                                         |  |  |
|                                                                    |                       | Reporte |                 | Pabellón: Toyota Center, Houston, Texas |  |  |
| Partido correspondiente a los cuartos de final de la NBA Cup 2024. |                       |         |                 |                                         |  |  |
|                                                                    |                       |         |                 |                                         |  |  |

| 13 de febrero de 2025 | Golden State Warriors | 105–98  | Houston Rockets |                                         |  |
|                       |                       |         |                 |                                         |  |
|                       |                       | Reporte |                 | Pabellón: Toyota Center, Houston, Texas |  |

| 6 de abril de 2025 | Houston Rockets | 106–96  | Golden State Warriors |                                                   |  |
|                    |                 |         |                       |                                                   |  |
|                    |                 | Reporte |                       | Pabellón: Chase Center, San Francisco, California |  |

Esta es la quinta vez que estos equipos se enfrentan en playoffs y la primera desde 2019, Golden State ganó todos los enfrentamientos previos.
| 2015 | Golden State Warriors | 4–1 | Houston Rockets |                                   |
|      |                       |     |                 |                                   |
|      |                       |     |                 | Pabellón: Final Conferencia Oeste |

| 2016 | Golden State Warriors | 4–1 | Houston Rockets |                                       |
|      |                       |     |                 |                                       |
|      |                       |     |                 | Pabellón: 1.ª ronda Conferencia Oeste |

| 2018 | Houston Rockets | 3–4 | Golden State Warriors |                                   |
|      |                 |     |                       |                                   |
|      |                 |     |                       | Pabellón: Final Conferencia Oeste |

| 2019 | Golden State Warriors | 4–2 | Houston Rockets |                                         |
|      |                       |     |                 |                                         |
|      |                       |     |                 | Pabellón: Semifinales Conferencia Oeste |

#### (3) Los Angeles Lakers vs. (6) Minnesota Timberwolves
| 19 de abril                    | Minnesota Timberwolves                                                    | 117–95                                | Los Angeles Lakers                                                    | Los Ángeles                                                                                            |  |  |
| 8:30 p. m.                     | Parciales: 21–28, 38–20, 35–30, 23–17                                     | Parciales: 21–28, 38–20, 35–30, 23–17 | Parciales: 21–28, 38–20, 35–30, 23–17                                 | |  |  |
|                                | Estadísticas Jaden McDaniels (25) Jaden McDaniels (9) Anthony Edwards (9) | Reporte Pts Reb Asts                  | Estadísticas (37) Luka Dončić (8) Luka Dončić (3) L. James, A. Reaves | Pabellón: Crypto.com Arena Asistencia: 18.997 espectadores Árbitros: Marc Davis Brian Forte Tyler Ford |  |  |
| Minnesota lidera la serie, 1–0 |                                                                           |                                       |                                                                       | |  |  |
|                                |                                                                           |                                       |                                                                       | |  |  |

| 22 de abril         | Minnesota Timberwolves                                               | 85–94                                 | Los Angeles Lakers                                             | Los Ángeles                                                                                                   |  |  |
| 10:00 p. m.         | Parciales: 15–34, 28–24, 22–23, 20–13                                | Parciales: 15–34, 28–24, 22–23, 20–13 | Parciales: 15–34, 28–24, 22–23, 20–13                          | |  |  |
|                     | Estadísticas Julius Randle (27) Tres jugadores (6) Julius Randle (6) | Reporte Pts Reb Asts                  | Estadísticas (31) Luka Dončić (12) Luka Dončić (9) Luka Dončić | Pabellón: Crypto.com Arena Asistencia: 18.997 espectadores Árbitros: James Capers Ben Taylor Justin Van Duyne |  |  |
| Serie empatada, 1–1 |                                                                      |                                       |                                                                | |  |  |
|                     |                                                                      |                                       |                                                                | |  |  |

| 25 de abril                    | Los Angeles Lakers                                               | 104–116                               | Minnesota Timberwolves                                                    | Mineápolis |  |  |
| 9:30 p. m.                     | Parciales: 26–32, 32–22, 26–32, 20–30                            | Parciales: 26–32, 32–22, 26–32, 20–30 | Parciales: 26–32, 32–22, 26–32, 20–30                                     | |  |  |
|                                | Estadísticas LeBron James (38) LeBron James (10) Luka Dončić (8) | Reporte Pts Reb Asts                  | Estadísticas (30) Jaden McDaniels (8) Anthony Edwards (8) Anthony Edwards | Pabellón: Target Center Asistencia: 19.312 espectadores Árbitros: Tony Brothers Mark Lindsay Gediminas Petraitis Andy Nagy |  |  |
| Minnesota lidera la serie, 2–1 |                                                                  |                                       |                                                                           | |  |  |
|                                |                                                                  |                                       |                                                                           | |  |  |

| 27 de abril                    | Los Angeles Lakers                                               | 113–116                               | Minnesota Timberwolves                                                     | Mineápolis |  |  |
| 3:30 p. m.                     | Parciales: 32–28, 26–33, 36–23, 19–32                            | Parciales: 32–28, 26–33, 36–23, 19–32 | Parciales: 32–28, 26–33, 36–23, 19–32                                      | |  |  |
|                                | Estadísticas Luka Dončić (38) LeBron James (12) LeBron James (8) | Reporte Pts Reb Asts                  | Estadísticas (43) Anthony Edwards (11) Jaden McDaniels (6) Anthony Edwards | Pabellón: Target Center Asistencia: 19.289 espectadores Árbitros: Sean Corbin Josh Tiven Mitchell Ervin Jacyn Goble |  |  |
| Minnesota lidera la serie, 3–1 |                                                                  |                                       |                                                                            | |  |  |
|                                |                                                                  |                                       |                                                                            | |  |  |

| 30 de abril                  | Minnesota Timberwolves                                             | 103–96                                | Los Angeles Lakers                                               | Los Ángeles                                                                                               |  |  |
| 10:00 p. m.                  | Parciales: 31–22, 28–27, 22–31, 22–16                              | Parciales: 31–22, 28–27, 22–31, 22–16 | Parciales: 31–22, 28–27, 22–31, 22–16                            | |  |  |
|                              | Estadísticas Rudy Gobert (27) Rudy Gobert (24) Anthony Edwards (8) | Reporte Pts Reb Asts                  | Estadísticas (28) Luka Dončić (7) Tres jugadores (9) Luka Dončić | Pabellón: Crypto.com Arena Asistencia: 18.997 espectadores Árbitros: John Goble James Williams Ray Acosta |  |  |
| Minnesota gana la serie, 4–1 |                                                                    |                                       |                                                                  | |  |  |
|                              |                                                                    |                                       |                                                                  | |  |  |

| 22 de octubre de 2024 | Minnesota Timberwolves | 103–110 | Los Angeles Lakers |                                                     |  |
|                       |                        |         |                    |                                                     |  |
|                       |                        | Reporte |                    | Pabellón: Crypto.com Arena, Los Ángeles, California |  |

| 2 de diciembre de 2024 | Los Angeles Lakers | 80–109  | Minnesota Timberwolves |                                                |  |
|                        |                    |         |                        |                                                |  |
|                        |                    | Reporte |                        | Pabellón: Target Center, Mineápolis, Minnesota |  |

| 13 de diciembre de 2024 | Los Angeles Lakers | 87–97   | Minnesota Timberwolves |                                                |  |
|                         |                    |         |                        |                                                |  |
|                         |                    | Reporte |                        | Pabellón: Target Center, Mineápolis, Minnesota |  |

| 27 de febrero de 2025 | Minnesota Timberwolves | 102–111 | Los Angeles Lakers |                                                     |  |
|                       |                        |         |                    |                                                     |  |
|                       |                        | Reporte |                    | Pabellón: Crypto.com Arena, Los Ángeles, California |  |

Esta es la tercera vez que estos equipos se enfrentan en playoffs y la primera desde 2004, L.A. Lakers ganó todos los enfrentamientos previos.
| 2003 | Minnesota Timberwolves | 2–4 | Los Angeles Lakers |                                       |
|      |                        |     |                    |                                       |
|      |                        |     |                    | Pabellón: 1.ª ronda Conferencia Oeste |

| 2004 | Minnesota Timberwolves | 2–4 | Los Angeles Lakers |                                   |
|      |                        |     |                    |                                   |
|      |                        |     |                    | Pabellón: Final Conferencia Oeste |

#### (4) Denver Nuggets vs. (5) Los Angeles Clippers
| 19 de abril                 | Los Angeles Clippers                                              | 110–112                                             | Denver Nuggets                                                           | Denver |  |  |
| 3:30 p. m.                  | Parciales: 35–27, 18–22, 22–23, 23–26 (T.E.: 12–14)               | Parciales: 35–27, 18–22, 22–23, 23–26 (T.E.: 12–14) | Parciales: 35–27, 18–22, 22–23, 23–26 (T.E.: 12–14)                      | |  |  |
|                             | Estadísticas James Harden (32) Ivica Zubac (13) James Harden (11) | Reporte Pts Reb Asts                                | Estadísticas (29) Nikola Jokić (9) N. Jokić, J. Murray (12) Nikola Jokić | Pabellón: Ball Arena Asistencia: 19.973 espectadores Árbitros: Mark Lindsay Marat Kogut Kevin Scott James Williams |  |  |
| Denver lidera la serie, 1–0 |                                                                   |                                                     |                                                                          | |  |  |
|                             |                                                                   |                                                     |                                                                          | |  |  |

| 21 de abril         | Los Angeles Clippers                                              | 105–102                               | Denver Nuggets                                                           | Denver |  |  |
| 10:00 p. m.         | Parciales: 25–31, 30–21, 23–24, 27–26                             | Parciales: 25–31, 30–21, 23–24, 27–26 | Parciales: 25–31, 30–21, 23–24, 27–26                                    | |  |  |
|                     | Estadísticas Kawhi Leonard (39) Ivica Zubac (12) James Harden (7) | Reporte Pts Reb Asts                  | Estadísticas (26) Nikola Jokić (15) Michael Porter Jr. (10) Nikola Jokić | Pabellón: Ball Arena Asistencia: 19.989 espectadores Árbitros: Marc Davis Ed Malloy Marat Kogut Tyler Ford |  |  |
| Serie empatada, 1–1 |                                                                   |                                       |                                                                          | |  |  |
|                     |                                                                   |                                       |                                                                          | |  |  |

| 24 de abril                        | Denver Nuggets                                                            | 83–117                                | Los Angeles Clippers                                                | Inglewood                                                                                          |  |  |
| 10:00 p. m.                        | Parciales: 28–35, 19–30, 23–25, 13–27                                     | Parciales: 28–35, 19–30, 23–25, 13–27 | Parciales: 28–35, 19–30, 23–25, 13–27                               | |  |  |
|                                    | Estadísticas N. Jokić, J. Murray (23) Nikola Jokić (13) Nikola Jokić (13) | Reporte Pts Reb Asts                  | Estadísticas (21) Kawhi Leonard (11) Kawhi Leonard (9) James Harden | Pabellón: Intuit Dome Asistencia: 17.927 espectadores Árbitros: James Capers Ben Taylor Ray Acosta |  |  |
| L.A. Clippers lidera la serie, 2–1 |                                                                           |                                       |                                                                     | |  |  |
|                                    |                                                                           |                                       |                                                                     | |  |  |

| 26 de abril         | Denver Nuggets                                                    | 101–99                                | Los Angeles Clippers                                               | Inglewood                                                                                           |  |  |
| 6:00 p. m.          | Parciales: 27–22, 23–26, 35–17, 16–34                             | Parciales: 27–22, 23–26, 35–17, 16–34 | Parciales: 27–22, 23–26, 35–17, 16–34                              | |  |  |
|                     | Estadísticas Nikola Jokić (36) Nikola Jokić (21) Nikola Jokić (8) | Reporte Pts Reb Asts                  | Estadísticas (24) Kawhi Leonard (12) Ivica Zubac (11) James Harden | Pabellón: Intuit Dome Asistencia: 17.927 espectadores Árbitros: Zach Zarba Sean Wright Nick Buchert |  |  |
| Serie empatada, 2–2 |                                                                   |                                       |                                                                    | |  |  |
|                     |                                                                   |                                       |                                                                    | |  |  |

| 29 de abril                 | Los Angeles Clippers                                               | 115–131                               | Denver Nuggets                                                        | Denver |  |  |
| 10:00 p. m.                 | Parciales: 23–35, 36–32, 24–32, 32–32                              | Parciales: 23–35, 36–32, 24–32, 32–32 | Parciales: 23–35, 36–32, 24–32, 32–32                                 | |  |  |
|                             | Estadísticas Ivica Zubac (27) Kawhi Leonard (9) Kawhi Leonard (11) | Reporte Pts Reb Asts                  | Estadísticas (43) Jamal Murray (12) Christian Braun (12) Nikola Jokić | Pabellón: Ball Arena Asistencia: 20.005 espectadores Árbitros: Brent Barnaky Josh Tiven Karl Lane Mitchell Ervin |  |  |
| Denver lidera la serie, 3–2 |                                                                    |                                       |                                                                       | |  |  |
|                             |                                                                    |                                       |                                                                       | |  |  |

| 1 de mayo           | Denver Nuggets                                                                | 105–111                               | Los Angeles Clippers                                               | Inglewood                                                                                             |  |  |
| 10:00 p. m.         | Parciales: 28–25, 29–33, 22–32, 26–21                                         | Parciales: 28–25, 29–33, 22–32, 26–21 | Parciales: 28–25, 29–33, 22–32, 26–21                              | |  |  |
|                     | Estadísticas Nikola Jokić (25) Russell Westbrook (10) N. Jokić, J. Murray (8) | Reporte Pts Reb Asts                  | Estadísticas (28) James Harden (10) Kawhi Leonard (8) James Harden | Pabellón: Intuit Dome Asistencia: 17.927 espectadores Árbitros: David Guthrie Curtis Blair Tyler Ford |  |  |
| Serie empatada, 3–3 |                                                                               |                                       |                                                                    | |  |  |
|                     |                                                                               |                                       |                                                                    | |  |  |

| 3 de mayo                 | Los Angeles Clippers                                               | 101–120                               | Denver Nuggets                                                    | Denver |  |  |
| 7:30 p. m.                | Parciales: 26–21, 21–37, 19–35, 35–27                              | Parciales: 26–21, 21–37, 19–35, 35–27 | Parciales: 26–21, 21–37, 19–35, 35–27                             | |  |  |
|                           | Estadísticas Kawhi Leonard (22) Ivica Zubac (14) James Harden (13) | Reporte Pts Reb Asts                  | Estadísticas (22) Aaron Gordon (10) Nikola Jokić (8) Nikola Jokić | Pabellón: Ball Arena Asistencia: 19.995 espectadores Árbitros: Marc Davis Courtney Kirkland Ben Taylor Justin Van Duyne |  |  |
| Denver gana la serie, 4–3 |                                                                    |                                       |                                                                   | |  |  |
|                           |                                                                    |                                       |                                                                   | |  |  |

| 26 de octubre de 2024 | Los Angeles Clippers | 109–104 | Denver Nuggets |                                        |  |
|                       |                      |         |                |                                        |  |
|                       |                      | Reporte |                | Pabellón: Ball Arena, Denver, Colorado |  |

| 1 de diciembre de 2024 | Denver Nuggets | 122–126 | Los Angeles Clippers |                                              |  |
|                        |                |         |                      |                                              |  |
|                        |                | Reporte |                      | Pabellón: Intuit Dome, Inglewood, California |  |

| 13 de diciembre de 2024 | Los Angeles Clippers | 98–120  | Denver Nuggets |                                        |  |
|                         |                      |         |                |                                        |  |
|                         |                      | Reporte |                | Pabellón: Ball Arena, Denver, Colorado |  |

| 8 de enero de 2025 | Los Angeles Clippers | 103–126 | Denver Nuggets |                                        |  |
|                    |                      |         |                |                                        |  |
|                    |                      | Reporte |                | Pabellón: Ball Arena, Denver, Colorado |  |

Esta es la tercera vez que estos equipos se enfrentan en playoffs y la primera desde 2020, la serie está empatada con un triunfo por equipo.
| 2006 | Los Angeles Clippers | 4–1 | Denver Nuggets |                                       |
|      |                      |     |                |                                       |
|      |                      |     |                | Pabellón: 1.ª ronda Conferencia Oeste |

| 2020 | Los Angeles Clippers | 3–4 | Denver Nuggets |                                         |
|      |                      |     |                |                                         |
|      |                      |     |                | Pabellón: Semifinales Conferencia Oeste |

### Semifinales de Conferencia

#### (1) Oklahoma City Thunder vs. (4) Denver Nuggets
| 5 de mayo                   | Denver Nuggets                                                           | 121–119                               | Oklahoma City Thunder                                                                              | Oklahoma City                                                                                                   |  |  |
| 9:30 p. m.                  | Parciales: 26–27, 24–33, 35–30, 36–29                                    | Parciales: 26–27, 24–33, 35–30, 36–29 | Parciales: 26–27, 24–33, 35–30, 36–29                                                              | |  |  |
|                             | Estadísticas Nikola Jokić (42) Nikola Jokić (22) N. Jokić, J. Murray (6) | Reporte Pts Reb Asts                  | Estadísticas (33) Shai Gilgeous-Alexander (10) Shai Gilgeous-Alexander (8) Shai Gilgeous-Alexander | Pabellón: Paycom Center Asistencia: 18.203 espectadores Árbitros: John Goble Brent Barnaky Josh Tiven Karl Lane |  |  |
| Denver lidera la serie, 1–0 |                                                                          |                                       | | |  |  |
|                             |                                                                          |                                       | | |  |  |

| 7 de mayo           | Denver Nuggets                                                        | 106–149                               | Oklahoma City Thunder                                                                    | Oklahoma City |  |  |
| 9:30 p. m.          | Parciales: 21–45, 35–42, 20–37, 30–25                                 | Parciales: 21–45, 35–42, 20–37, 30–25 | Parciales: 21–45, 35–42, 20–37, 30–25                                                    | |  |  |
|                     | Estadísticas Russell Westbrook (19) Nikola Jokić (8) Nikola Jokić (6) | Reporte Pts Reb Asts                  | Estadísticas (34) Shai Gilgeous-Alexander (11) Chet Holmgren (8) Shai Gilgeous-Alexander | Pabellón: Paycom Center Asistencia: 18.203 espectadores Árbitros: J.B. DeRosa Scott Foster Ed Malloy James Williams |  |  |
| Serie empatada, 1–1 |                                                                       |                                       |                                                                                          | |  |  |
|                     |                                                                       |                                       |                                                                                          | |  |  |

| 9 de mayo                   | Oklahoma City Thunder                                                           | 104–113                                            | Denver Nuggets                                                    | Denver |  |  |
| 10:00 p. m.                 | Parciales: 28–22, 28–29, 27–29, 19–22 (T.E.: 2–11)                              | Parciales: 28–22, 28–29, 27–29, 19–22 (T.E.: 2–11) | Parciales: 28–22, 28–29, 27–29, 19–22 (T.E.: 2–11)                | |  |  |
|                             | Estadísticas Jalen Williams (32) Chet Holmgren (16) Shai Gilgeous-Alexander (7) | Reporte Pts Reb Asts                               | Estadísticas (27) Jamal Murray (16) Nikola Jokić (8) Jamal Murray | Pabellón: Ball Arena Asistencia: 19.993 espectadores Árbitros: James Capers Eric Dalen Ben Taylor Ray Acosta |  |  |
| Denver lidera la serie, 2–1 |                                                                                 |                                                    |                                                                   | |  |  |
|                             |                                                                                 |                                                    |                                                                   | |  |  |

| 11 de mayo          | Oklahoma City Thunder                                                                         | 92–87                                | Denver Nuggets                                                    | Denver |  |  |
| 3:30 p. m.          | Parciales: 17–8, 25–28, 21–33, 29–18                                                          | Parciales: 17–8, 25–28, 21–33, 29–18 | Parciales: 17–8, 25–28, 21–33, 29–18                              | |  |  |
|                     | Estadísticas Shai Gilgeous-Alexander (25) Isaiah Hartenstein (14) Shai Gilgeous-Alexander (6) | Reporte Pts Reb Asts                 | Estadísticas (27) Nikola Jokić (16) Aaron Gordon (6) Aaron Gordon | Pabellón: Ball Arena Asistencia: 19.995 espectadores Árbitros: Tony Brothers Sean Wright Tre Maddox Tyler Ford |  |  |
| Serie empatada, 2–2 |                                                                                               |                                      |                                                                   | |  |  |
|                     |                                                                                               |                                      |                                                                   | |  |  |

| 13 de mayo                         | Denver Nuggets                                                    | 105–112                               | Oklahoma City Thunder                                                                    | Oklahoma City |  |  |
| 9:30 p. m.                         | Parciales: 28–27, 28–27, 30–24, 19–34                             | Parciales: 28–27, 28–27, 30–24, 19–34 | Parciales: 28–27, 28–27, 30–24, 19–34                                                    | |  |  |
|                                    | Estadísticas Nikola Jokić (44) Nikola Jokić (15) Nikola Jokić (5) | Reporte Pts Reb Asts                  | Estadísticas (31) Shai Gilgeous-Alexander (9) Jalen Williams (7) Shai Gilgeous-Alexander | Pabellón: Paycom Center Asistencia: 18.203 espectadores Árbitros: Zach Zarba David Guthrie Curtis Blair Gediminas Petraitis |  |  |
| Oklahoma City lidera la serie, 3–2 |                                                                   |                                       |                                                                                          | |  |  |
|                                    |                                                                   |                                       |                                                                                          | |  |  |

| 15 de mayo          | Oklahoma City Thunder                                                            | 107–119                               | Denver Nuggets                                                    | Denver |  |  |
| 8:30 p. m.          | Parciales: 28–31, 33–27, 21–32, 25–29                                            | Parciales: 28–31, 33–27, 21–32, 25–29 | Parciales: 28–31, 33–27, 21–32, 25–29                             | |  |  |
|                     | Estadísticas Shai Gilgeous-Alexander (32) Chet Holmgren (11) Jalen Williams (10) | Reporte Pts Reb Asts                  | Estadísticas (29) Nikola Jokić (14) Nikola Jokić (8) Nikola Jokić | Pabellón: Ball Arena Asistencia: 19.998 espectadores Árbitros: Sean Corbin Marc Davis Kevin Scott Mitchell Ervin |  |  |
| Serie empatada, 3–3 |                                                                                  |                                       |                                                                   | |  |  |
|                     |                                                                                  |                                       |                                                                   | |  |  |

| 18 de mayo                       | Denver Nuggets                                                    | 93–125                                | Oklahoma City Thunder                                                           | Oklahoma City |  |  |
| 3:30 p. m.                       | Parciales: 26–21, 20–39, 26–37, 21–28                             | Parciales: 26–21, 20–39, 26–37, 21–28 | Parciales: 26–21, 20–39, 26–37, 21–28                                           | |  |  |
|                                  | Estadísticas Nikola Jokić (20) Aaron Gordon (11) Nikola Jokić (7) | Reporte Pts Reb Asts                  | Estadísticas (35) Shai Gilgeous-Alexander (11) Chet Holmgren (7) Jalen Williams | Pabellón: Paycom Center Asistencia: 18.203 espectadores Árbitros: Scott Foster Pat Fraher Josh Tiven James Williams |  |  |
| Oklahoma City gana la serie, 4–3 |                                                                   |                                       |                                                                                 | |  |  |
|                                  |                                                                   |                                       |                                                                                 | |  |  |

| 24 de octubre de 2024 | Oklahoma City Thunder | 102–87  | Denver Nuggets |                                        |  |
|                       |                       |         |                |                                        |  |
|                       |                       | Reporte |                | Pabellón: Ball Arena, Denver, Colorado |  |

| 6 de noviembre de 2024 | Oklahoma City Thunder | 122–124 | Denver Nuggets |                                        |  |
|                        |                       |         |                |                                        |  |
|                        |                       | Reporte |                | Pabellón: Ball Arena, Denver, Colorado |  |

| 9 de marzo de 2025 | Denver Nuggets | 103–127 | Oklahoma City Thunder |                                                  |  |
|                    |                |         |                       |                                                  |  |
|                    |                | Reporte |                       | Pabellón: Paycom Center, Oklahoma City, Oklahoma |  |

| 10 de marzo de 2025 | Denver Nuggets | 140–127 | Oklahoma City Thunder |                                                  |  |
|                     |                |         |                       |                                                  |  |
|                     |                | Reporte |                       | Pabellón: Paycom Center, Oklahoma City, Oklahoma |  |

Esta es la quinta vez que estos equipos se enfrentan en playoffs y la primera desde 2011, la serie está empatada con dos triunfos por bando. Para efectos de este historial, se incluye que las tres primeras series se disputaron cuando el Thunder aún era la franquicia de los Seattle SuperSonics.
| 1978 | Denver Nuggets | 2–4 | Seattle SuperSonics |                                   |
|      |                |     |                     |                                   |
|      |                |     |                     | Pabellón: Final Conferencia Oeste |

| 1988 | Denver Nuggets | 3–2 | Seattle SuperSonics |                                       |
|      |                |     |                     |                                       |
|      |                |     |                     | Pabellón: 1.ª ronda Conferencia Oeste |

| 1994 | Seattle SuperSonics | 2–3 | Denver Nuggets |                                       |
|      |                     |     |                |                                       |
|      |                     |     |                | Pabellón: 1.ª ronda Conferencia Oeste |

| 2011 | Oklahoma City Thunder | 4–1 | Denver Nuggets |                                       |
|      |                       |     |                |                                       |
|      |                       |     |                | Pabellón: 1.ª ronda Conferencia Oeste |

#### (6) Minnesota Timberwolves vs. (7) Golden State Warriors
| 6 de mayo                         | Golden State Warriors                                                    | 99–88                                 | Minnesota Timberwolves                                                   | Mineápolis |  |  |
| 9:30 p. m.                        | Parciales: 18–20, 26–11, 36–29, 19–28                                    | Parciales: 18–20, 26–11, 36–29, 19–28 | Parciales: 18–20, 26–11, 36–29, 19–28                                    | |  |  |
|                                   | Estadísticas Buddy Hield (24) Jimmy Butler III (11) Jimmy Butler III (8) | Reporte Pts Reb Asts                  | Estadísticas (23) Anthony Edwards (14) Anthony Edwards (6) Julius Randle | Pabellón: Target Center Asistencia: 19.223 espectadores Árbitros: Sean Corbin Bill Kennedy Zach Zarba Tre Maddox |  |  |
| Golden State lidera la serie, 1–0 |                                                                          |                                       |                                                                          | |  |  |
|                                   |                                                                          |                                       |                                                                          | |  |  |

| 8 de mayo           | Golden State Warriors                                                          | 93–117                                | Minnesota Timberwolves                                                       | Mineápolis |  |  |
| 8:30 p. m.          | Parciales: 15–29, 24–27, 26–29, 28–32                                          | Parciales: 15–29, 24–27, 26–29, 28–32 | Parciales: 15–29, 24–27, 26–29, 28–32                                        | |  |  |
|                     | Estadísticas Jonathan Kuminga (18) Jimmy Butler III (7) Brandin Podziemski (6) | Reporte Pts Reb Asts                  | Estadísticas (24) Julius Randle (9) A. Edwards, R. Gobert (11) Julius Randle | Pabellón: Target Center Asistencia: 18.978 espectadores Árbitros: Tony Brothers Brian Forte Tyler Ford Jacyn Goble |  |  |
| Serie empatada, 1–1 |                                                                                |                                       |                                                                              | |  |  |
|                     |                                                                                |                                       |                                                                              | |  |  |

| 10 de mayo                     | Minnesota Timberwolves                                                | 102–97                                | Golden State Warriors                                                          | San Francisco                                                                                              |  |  |
| 8:30 p. m.                     | Parciales: 21–21, 19–21, 29–31, 33–24                                 | Parciales: 21–21, 19–21, 29–31, 33–24 | Parciales: 21–21, 19–21, 29–31, 33–24                                          | |  |  |
|                                | Estadísticas Anthony Edwards (36) Rudy Gobert (13) Julius Randle (12) | Reporte Pts Reb Asts                  | Estadísticas (33) Jimmy Butler III (8) Brandin Podziemski (7) Jimmy Butler III | Pabellón: Chase Center Asistencia: 18.064 espectadores Árbitros: Scott Foster David Guthrie Mitchell Ervin |  |  |
| Minnesota lidera la serie, 2–1 |                                                                       |                                       |                                                                                | |  |  |
|                                |                                                                       |                                       |                                                                                | |  |  |

| 12 de mayo                     | Minnesota Timberwolves                                                         | 117–110                               | Golden State Warriors                                                           | San Francisco                                                                                            |  |  |
| 10:00 p. m.                    | Parciales: 27–28, 31–32, 39–17, 20–33                                          | Parciales: 27–28, 31–32, 39–17, 20–33 | Parciales: 27–28, 31–32, 39–17, 20–33                                           | |  |  |
|                                | Estadísticas Julius Randle (31) Jaden McDaniels (13) M. Conley, A. Edwards (5) | Reporte Pts Reb Asts                  | Estadísticas (23) Jonathan Kuminga (8) Kevon Looney (3) J. Butler III, M. Moody | Pabellón: Chase Center Asistencia: 18.064 espectadores Árbitros: Marc Davis Pat Fraher Courtney Kirkland |  |  |
| Minnesota lidera la serie, 3–1 |                                                                                |                                       |                                                                                 | |  |  |
|                                |                                                                                |                                       |                                                                                 | |  |  |

| 14 de mayo                   | Golden State Warriors                                                               | 110–121                               | Minnesota Timberwolves                                                        | Mineápolis |  |  |
| 9:30 p. m.                   | Parciales: 23–30, 24–32, 25–31, 38–28                                               | Parciales: 23–30, 24–32, 25–31, 38–28 | Parciales: 23–30, 24–32, 25–31, 38–28                                         | |  |  |
|                              | Estadísticas Brandin Podziemski (28) Tres jugadores (6) J. Butler III, D. Green (6) | Reporte Pts Reb Asts                  | Estadísticas (29) Julius Randle (8) R. Gobert, J. Randle (12) Anthony Edwards | Pabellón: Target Center Asistencia: 19.395 espectadores Árbitros: Sean Wright John Goble James Williams Justin Van Duyne |  |  |
| Minnesota gana la serie, 4–1 |                                                                                     |                                       |                                                                               | |  |  |
|                              |                                                                                     |                                       |                                                                               | |  |  |

| 6 de diciembre de 2024 | Minnesota Timberwolves | 107–90  | Golden State Warriors |                                                   |  |
|                        |                        |         |                       |                                                   |  |
|                        |                        | Reporte |                       | Pabellón: Chase Center, San Francisco, California |  |

| 8 de diciembre de 2024 | Minnesota Timberwolves | 106–114 | Golden State Warriors |                                                   |  |
|                        |                        |         |                       |                                                   |  |
|                        |                        | Reporte |                       | Pabellón: Chase Center, San Francisco, California |  |

| 21 de diciembre de 2024 | Golden State Warriors | 113–103 | Minnesota Timberwolves |                                                |  |
|                         |                       |         |                        |                                                |  |
|                         |                       | Reporte |                        | Pabellón: Target Center, Mineápolis, Minnesota |  |

| 15 de enero de 2025 | Golden State Warriors | 116–115 | Minnesota Timberwolves |                                                |  |
|                     |                       |         |                        |                                                |  |
|                     |                       | Reporte |                        | Pabellón: Target Center, Mineápolis, Minnesota |  |

Este es el primer encuentro de ambos equipos en playoffs.

### Finales de Conferencia

#### (1) Oklahoma City Thunder vs. (6) Minnesota Timberwolves
| 20 de mayo                         | Minnesota Timberwolves                                           | 88–114                                | Oklahoma City Thunder                                                                         | Oklahoma City |  |  |
| 8:30 p. m.                         | Parciales: 23–20, 25–24, 18–32, 22–38                            | Parciales: 23–20, 25–24, 18–32, 22–38 | Parciales: 23–20, 25–24, 18–32, 22–38                                                         | |  |  |
|                                    | Estadísticas Julius Randle (28) Anthony Edwards (9) Naz Reid (4) | Reporte Pts Reb Asts                  | Estadísticas (31) Shai Gilgeous-Alexander (8) I. Joe, J. Williams (9) Shai Gilgeous-Alexander | Pabellón: Paycom Center Asistencia: 18.203 espectadores Árbitros: James Capers J.B. DeRosa Mark Lindsay Tyler Ford |  |  |
| Oklahoma City lidera la serie, 1–0 |                                                                  |                                       |                                                                                               | |  |  |
|                                    |                                                                  |                                       |                                                                                               | |  |  |

| 22 de mayo                         | Minnesota Timberwolves                                                          | 103–118                               | Oklahoma City Thunder                                                                     | Oklahoma City |  |  |
| 8:30 p. m.                         | Parciales: 25–29, 25–29, 21–35, 32–25                                           | Parciales: 25–29, 25–29, 21–35, 32–25 | Parciales: 25–29, 25–29, 21–35, 32–25                                                     | |  |  |
|                                    | Estadísticas Anthony Edwards (32) A. Edwards, R. Gobert (9) Anthony Edwards (6) | Reporte Pts Reb Asts                  | Estadísticas (38) Shai Gilgeous-Alexander (10) Jalen Williams (8) Shai Gilgeous-Alexander | Pabellón: Paycom Center Asistencia: 18.203 espectadores Árbitros: Tony Brothers J.B. DeRosa Scott Foster Pat Fraher |  |  |
| Oklahoma City lidera la serie, 2–0 |                                                                                 |                                       |                                                                                           | |  |  |
|                                    |                                                                                 |                                       |                                                                                           | |  |  |

| 24 de mayo                         | Oklahoma City Thunder                                                                                   | 101–143                               | Minnesota Timberwolves                                                    | Mineápolis |  |  |
| 8:30 p. m.                         | Parciales: 14–34, 27–38, 29–35, 31–36                                                                   | Parciales: 14–34, 27–38, 29–35, 31–36 | Parciales: 14–34, 27–38, 29–35, 31–36                                     | |  |  |
|                                    | Estadísticas S. Gilgeous-Alexander, A. Mitchell (14) Isaiah Hartenstein (6) Shai Gilgeous-Alexander (6) | Reporte Pts Reb Asts                  | Estadísticas (30) Anthony Edwards (9) Anthony Edwards (6) Anthony Edwards | Pabellón: Target Center Asistencia: 19.112 espectadores Árbitros: John Goble Curtis Blair Josh Tiven Gediminas Petraitis |  |  |
| Oklahoma City lidera la serie, 2–1 | |                                       |                                                                           | |  |  |
|                                    | |                                       |                                                                           | |  |  |

| 26 de mayo                         | Oklahoma City Thunder                                                                              | 128–126                               | Minnesota Timberwolves                                                                         | Mineápolis |  |  |
| 8:30 p. m.                         | Parciales: 37–30, 28–27, 25–28, 38–41                                                              | Parciales: 37–30, 28–27, 25–28, 38–41 | Parciales: 37–30, 28–27, 25–28, 38–41                                                          | |  |  |
|                                    | Estadísticas Shai Gilgeous-Alexander (40) Shai Gilgeous-Alexander (9) Shai Gilgeous-Alexander (10) | Reporte Pts Reb Asts                  | Estadísticas (23) Nickeil Alexander-Walker (9) Rudy Gobert (6) N. Alexander-Walker, A. Edwards | Pabellón: Target Center Asistencia: 19.250 espectadores Árbitros: Bill Kennedy Zach Zarba James Williams Gediminas Petraitis |  |  |
| Oklahoma City lidera la serie, 3–1 | |                                       |                                                                                                | |  |  |
|                                    | |                                       |                                                                                                | |  |  |

| 28 de mayo                       | Minnesota Timberwolves                                                                           | 94–124                               | Oklahoma City Thunder                                                                    | Oklahoma City                                                                                                  |  |  |
| 8:30 p. m.                       | Parciales: 9–26, 23–39, 30–23, 32–36                                                             | Parciales: 9–26, 23–39, 30–23, 32–36 | Parciales: 9–26, 23–39, 30–23, 32–36                                                     | |  |  |
|                                  | Estadísticas Julius Randle (24) D. DiVincenzo, A. Edwards (6) N. Alexander-Walker, J. Randle (3) | Reporte Pts Reb Asts                 | Estadísticas (34) Shai Gilgeous-Alexander (8) Jalen Williams (8) Shai Gilgeous-Alexander | Pabellón: Paycom Center Asistencia: 18.203 espectadores Árbitros: James Capers Marc Davis Ed Malloy Ben Taylor |  |  |
| Oklahoma City gana la serie, 4–1 |                                                                                                  |                                      |                                                                                          | |  |  |
|                                  |                                                                                                  |                                      |                                                                                          | |  |  |

| 31 de diciembre de 2024 | Minnesota Timberwolves | 105–113 | Oklahoma City Thunder |                                                  |  |
|                         |                        |         |                       |                                                  |  |
|                         |                        | Reporte |                       | Pabellón: Paycom Center, Oklahoma City, Oklahoma |  |

| 13 de febrero de 2025 | Oklahoma City Thunder | 101–116 | Minnesota Timberwolves |                                                |  |
|                       |                       |         |                        |                                                |  |
|                       |                       | Reporte |                        | Pabellón: Target Center, Mineápolis, Minnesota |  |

| 23 de febrero de 2025 | Oklahoma City Thunder | 130–123 | Minnesota Timberwolves |                                                |  |
|                       |                       |         |                        |                                                |  |
|                       |                       | Reporte |                        | Pabellón: Target Center, Mineápolis, Minnesota |  |

| 24 de febrero de 2025 | Minnesota Timberwolves | 131–128 | Oklahoma City Thunder |                                                  |  |
|                       |                        |         |                       |                                                  |  |
|                       |                        | Reporte |                       | Pabellón: Paycom Center, Oklahoma City, Oklahoma |  |

Esta es la segunda vez que estos equipos se enfrentan en playoffs, primera desde 1998, Oklahoma City ganó la única serie anterior cuando todavía era la franquicia de los Seattle SuperSonics.
| \| 1998 \| Seattle SuperSonics \| 3–2 \| Minnesota Timberwolves \| \| \| \| \| \| \| \| \| \| \| \| \| Pabellón: 1.ª ronda Conferencia Oeste \| |                     |     |                        |                                       |
| 1998 | Seattle SuperSonics | 3–2 | Minnesota Timberwolves |                                       |
| |                     |     |                        |                                       |
| |                     |     |                        | Pabellón: 1.ª ronda Conferencia Oeste |

## Finales de la NBA: (O1) Oklahoma City Thunder vs. (E4) Indiana Pacers
| 5 de junio                   | Indiana Pacers                                                                    | 111–110                               | Oklahoma City Thunder                                                               | Oklahoma City |  |  |
| 8:30 p.m.                    | Parciales: 20–29, 25–28, 31–28, 35–25                                             | Parciales: 20–29, 25–28, 31–28, 35–25 | Parciales: 20–29, 25–28, 31–28, 35–25                                               | |  |  |
|                              | Estadísticas Pascal Siakam (19) Aaron Nesmith (12) T. Haliburton, A. Nembhard (6) | Reporte Pts Reb Asts                  | Estadísticas (38) Shai Gilgeous-Alexander (9) Isaiah Hartenstein (6) Jalen Williams | Pabellón: Paycom Center Asistencia: 18.203 espectadores Árbitros: Marc Davis David Guthrie John Goble Kevin Scott |  |  |
| Indiana lidera la serie, 1–0 |                                                                                   |                                       |                                                                                     | |  |  |
|                              |                                                                                   |                                       |                                                                                     | |  |  |

| 8 de junio          | Indiana Pacers                                                                        | 107–123                               | Oklahoma City Thunder                                                                        | Oklahoma City |  |  |
| 8:00 p.m.           | Parciales: 20–26, 21–33, 33–34, 33–30                                                 | Parciales: 20–26, 21–33, 33–34, 33–30 | Parciales: 20–26, 21–33, 33–34, 33–30                                                        | |  |  |
|                     | Estadísticas Tyrese Haliburton (17) Pascal Siakam (7) T. Haliburton, TJ McConnell (6) | Reporte Pts Reb Asts                  | Estadísticas (34) Shai Gilgeous-Alexander (8) Isaiah Hartenstein (8) Shai Gilgeous-Alexander | Pabellón: Paycom Center Asistencia: 18.203 espectadores Árbitros: Zach Zarba Kevin Scott Ben Taylor James Williams |  |  |
| Serie empatada, 1–1 |                                                                                       |                                       |                                                                                              | |  |  |
|                     |                                                                                       |                                       |                                                                                              | |  |  |

| 11 de junio                  | Oklahoma City Thunder                                                                    | 107–116                               | Indiana Pacers                                                                    | Indianápolis |  |  |
| 8:30 p.m.                    | Parciales: 32–24, 28–40, 29–20, 18–32                                                    | Parciales: 32–24, 28–40, 29–20, 18–32 | Parciales: 32–24, 28–40, 29–20, 18–32                                             | |  |  |
|                              | Estadísticas Jalen Williams (26) Chet Holmgren (10) A. Caruso, S. Gilgeous-Alexander (4) | Reporte Pts Reb Asts                  | Estadísticas (27) Bennedict Mathurin (9) Tyrese Haliburton (11) Tyrese Haliburton | Pabellón: Gainbridge Fieldhouse Asistencia: 17.274 espectadores Árbitros: Tony Brothers James Capers Courtney Kirkland Tyler Ford |  |  |
| Indiana lidera la serie, 2–1 |                                                                                          |                                       |                                                                                   | |  |  |
|                              |                                                                                          |                                       |                                                                                   | |  |  |

| 13 de junio         | Oklahoma City Thunder                                                                        | 111–104                               | Indiana Pacers                                                          | Indianápolis |  |  |
| 8:30 p.m.           | Parciales: 34–35, 23–25, 23–27, 31–17                                                        | Parciales: 34–35, 23–25, 23–27, 31–17 | Parciales: 34–35, 23–25, 23–27, 31–17                                   | |  |  |
|                     | Estadísticas Shai Gilgeous-Alexander (35) Chet Holmgren (15) I. Hartenstein, J. Williams (3) | Reporte Pts Reb Asts                  | Estadísticas (20) Pascal Siakam (9) Aaron Nesmith (7) Tyrese Haliburton | Pabellón: Gainbridge Fieldhouse Asistencia: 17.274 espectadores Árbitros: Scott Foster Courtney Kirkland Sean Wright Josh Tiven |  |  |
| Serie empatada, 2–2 |                                                                                              |                                       |                                                                         | |  |  |
|                     |                                                                                              |                                       |                                                                         | |  |  |

| 16 de junio                        | Indiana Pacers                                                               | 109–120                               | Oklahoma City Thunder                                                            | Oklahoma City |  |  |
| 8:30 p.m.                          | Parciales: 22–32, 23–27, 34–28, 30–33                                        | Parciales: 22–32, 23–27, 34–28, 30–33 | Parciales: 22–32, 23–27, 34–28, 30–33                                            | |  |  |
|                                    | Estadísticas Pascal Siakam (28) Bennedict Mathurin (8) Tyrese Haliburton (6) | Reporte Pts Reb Asts                  | Estadísticas (40) Jalen Williams (11) Chet Holmgren (10) Shai Gilgeous-Alexander | Pabellón: Paycom Center Asistencia: 18.203 espectadores Árbitros: Marc Davis John Goble Ben Taylor James Willliams |  |  |
| Oklahoma City lidera la serie, 3–2 |                                                                              |                                       |                                                                                  | |  |  |
|                                    |                                                                              |                                       |                                                                                  | |  |  |

| 19 de junio         | Oklahoma City Thunder                                                         | 91–108                                | Indiana Pacers                                                   | Indianápolis |  |  |
| 8:30 p.m.           | Parciales: 25–28, 17–36, 18–26, 31–18                                         | Parciales: 25–28, 17–36, 18–26, 31–18 | Parciales: 25–28, 17–36, 18–26, 31–18                            | |  |  |
|                     | Estadísticas Shai Gilgeous-Alexander (21) Chet Holmgren (6) Ajay Mitchell (4) | Reporte Pts Reb Asts                  | Estadísticas (20) Obi Toppin (13) Pascal Siakam (6) TJ McConnell | Pabellón: Gainbridge Fieldhouse Asistencia: 17.274 espectadores Árbitros: Tony Brothers Zach Zarba David Guthrie Tyler Ford |  |  |
| Serie empatada, 3–3 |                                                                               |                                       |                                                                  | |  |  |
|                     |                                                                               |                                       |                                                                  | |  |  |

| 22 de junio                      | Indiana Pacers                                                                   | 91–103                                | Oklahoma City Thunder                                                                         | Oklahoma City |  |  |
| 8:00 p.m.                        | Parciales: 22–25, 26–22, 20–34, 23–22                                            | Parciales: 22–25, 26–22, 20–34, 23–22 | Parciales: 22–25, 26–22, 20–34, 23–22                                                         | |  |  |
|                                  | Estadísticas Bennedict Mathurin (24) Bennedict Mathurin (13) Andrew Nembhard (6) | Reporte Pts Reb Asts                  | Estadísticas (29) Shai Gilgeous-Alexander (9) Isaiah Hartenstein (12) Shai Gilgeous-Alexander | Pabellón: Paycom Center Asistencia: 18.203 espectadores Árbitros: James Capers Sean Wright Josh Tiven James Williams |  |  |
| Oklahoma City gana la serie, 4–3 |                                                                                  |                                       |                                                                                               | |  |  |
|                                  |                                                                                  |                                       |                                                                                               | |  |  |

| 26 de diciembre de 2024 | Oklahoma City Thunder | 120–114 | Indiana Pacers |                                                        |  |
|                         |                       |         |                |                                                        |  |
|                         |                       | Reporte |                | Pabellón: Gainbridge Fieldhouse, Indianápolis, Indiana |  |

| 29 de marzo de 2025 | Indiana Pacers | 111–132 | Oklahoma City Thunder |                                                  |  |
|                     |                |         |                       |                                                  |  |
|                     |                | Reporte |                       | Pabellón: Paycom Center, Oklahoma City, Oklahoma |  |

Este es el primer encuentro de ambos equipos en playoffs.

## Estadísticas
| Categoría   | Máximo                        | Máximo                             | Máximo | Promedio              | Promedio             | Promedio | Promedio |
| Categoría   | Jugador                       | Equipo                             | Máx.   | Jugador               | Equipo               | Media    | Part.    |
| ----------- | ----------------------------- | ---------------------------------- | ------ | --------------------- | -------------------- | -------- | -------- |
| Puntos      | Donovan Mitchell              | Cleveland Cavaliers                | 48     | Giannis Antetokounmpo | Milwaukee Bucks      | 33.0     | 5        |
| Rebotes     | Rudy Gobert                   | Minnesota Timberwolves             | 24     | Giannis Antetokounmpo | Milwaukee Bucks      | 15.4     | 5        |
| Asistencias | Tyrese Haliburton (×2)        | Indiana Pacers                     | 15     | James Harden          | Los Angeles Clippers | 9.1      | 7        |
| Robos       | Jarrett Allen Andrew Nembhard | Cleveland Cavaliers Indiana Pacers | 6      | Gary Trent Jr.        | Milwaukee Bucks      | 2.6      | 5        |
| Tapones     | Zach Edey Luke Kornet         | Memphis Grizzlies Boston Celtics   | 7      | Zach Edey             | Memphis Grizzlies    | 2.5      | 4        |

### Líderes totales
| Puntos 1. Shai Gilgeous-Alexander, Oklahoma City — 688 2. Jalen Brunson, New York — 530 3. Jalen Williams, Oklahoma City — 492 4. Pascal Siakam, Indiana — 472 5. Tyrese Haliburton, Indiana — 399 | Asistencias 1. Tyrese Haliburton, Indiana — 197 2. Shai Gilgeous-Alexander, Oklahoma City — 150 3. Jalen Brunson, New York — 126 4. Nikola Jokić, Denver — 112 5. Jalen Williams, Oklahoma City — 111 | Tapones 1. Myles Turner, Indiana — 46 2. Chet Holmgren, Oklahoma City — 43 3. OG Anunoby, New York — 22 4. Shai Gilgeous-Alexander, Oklahoma City — 20 5. Rudy Gobert, MIN; Aaron Nesmith, IND — 18 |

| Rebotes 1. Karl-Anthony Towns, New York — 209 2. Chet Holmgren, Oklahoma City — 199 3. Nikola Jokić, Denver — 178 4. Isaiah Hartenstein, Oklahoma City — 173 5. Josh Hart, New York — 158 | Robos 1. Alex Caruso, Oklahoma City — 45 2. Shai Gilgeous-Alexander, Oklahoma City — 38 3. OG Anunoby, New York— 36 4. Andrew Nembhard, Indiana — 35 5. Jalen Williams, OKC; Cason Wallace, OKC — 32 | Minutos 1. Shai Gilgeous-Alexander, Oklahoma City — 851 2. Jalen Williams, Oklahoma City — 796 3. Tyrese Haliburton, Indiana — 772 4. Pascal Siakam, Indiana — 771 5. Andrew Nembhard, Indiana — 769 |

## Patrocinador
Por cuarto año consecutivo, las eliminatorias se denominarán oficialmente "2025 NBA Playoffs presented by Google Pixel". Debido al acuerdo multianual de patrocinio con Google Pixel, este proporciona la marca del logotipo dentro de las sedes y en las propiedades digitales oficiales en la cancha, así como inventario comercial durante las retransmisiones de ABC, ESPN, TNT y NBA TV de los partidos de playoffs.